# جامعة بيردو
 جامعة بيردو (بالإنجليزية: Purdue University)‏ هي جامعة تقع في مدينة لافاييت الغربية، في ولاية إنديانا في الولايات المتحدة. تُعد جامعة بيردو الرائدة في منظومة بيردو المكونة من ست أحرام جامعية. تأسست الجامعة في 6 مايو، عام 1869 فور انتفاع الجمعية العامة لولاية إنديانا من قانون موريل -قانون يسمح بتأسيس جامعات الأرض الممنوحة، مما سهل لها امتلاك الأراضي المُتبرع بها لتأسيس الجامعة. تبرع رجل الأعمال جون بيردو من مدينة لافاييت، بالأموال اللازمة لبناء كليات العلوم والتكنولوجيا والزراعة؛ شريطة أن تسمى الجامعة باسمه. بدأت أولى المحاضرات في الجامعة في 16 سبتمبر/أيلول 1874، وألقاها ستة أساتذة بحضور 39 طالبًا.
بلغت التبرعات المالية لبناء الجامعة 200.000 دولار؛ إذ تبرع رجل الأعمال السخي جون بيردو ب 150.000ألف دولار، وتبرعت مقاطعة تيبيكانوي -مقاطعة تقع شمال غرب ولاية إنديانا، بمبلغ مالي قدره 50.000 ألف دولار. بالإضافة إلى ذلك، تبرع سكان مدينة لافاييت ب 150 أكْر (فدان) دعمًا لمشروع بناء الجامعة. وفي عام 1869، تقرر بناء الجامعة بالقرب من مدينة لافاييت، وتم تحديد اسم الجامعة باسم جامعة بيردو - على اسم المُتبرع الأساسي لإنشائها.
كانت تقدم كليات الحرم الجامعي الواقع بمدينة لافاييت الغربية أكثر من مائتي تخصص للطلاب الجامعيين، وأكثر من 70 برنامج ماجستير ودكتوراة، بالإضافة إلى منح شهادات التخصص في مجالي الصيدلة، والطب البيطري. كان لدى جامعة بيردو 18 فريقا رياضيا مشتركا بين الكليات، وأكثر من 850 مُنظمة طُلابية. وفي الوقت الحاضر، فإن جامعة بيردو عضو في «مؤتمر الجامعات العشر الكبرى»، كما تُعد الجامعة إحدى المؤسسات البحثية المَرْمُوقة عالميًا.
جدير بالذكر أن عدد الملتحقين بجامعة بيردو من الطلاب هو الثاني بالنسبة لجامعات ولاية إنديانا، كما تأتي في المرتبة الرابعة على مستوى جامعات الولايات المتحدة من حيث عدد الطلاب الدوليين.

## تاريخ الجامعة

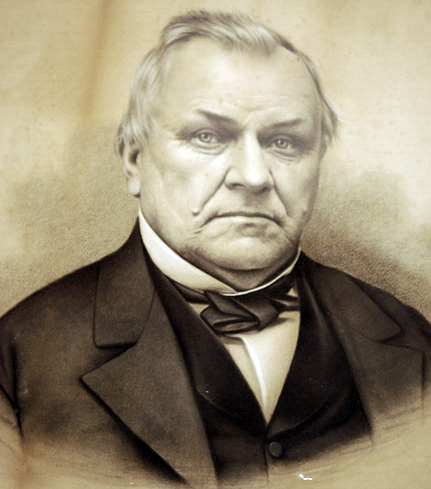
جون بيردو، المُتبرع الأساسي لإنشاء جامعة بيردو

في عام 1865، صوتت الجمعية العمومية لولاية إنديانا للعمل بقانون موريل الصادر عام 1862؛ وسرعان ما بدأت الجمعية تضع خططاً لإنشاء المؤسسة التعليمية، وجعلت هدفها الأول إنشاء كليتين؛ واحدة للمجال الزراعي وأخرى للمجال الهندسي. وفي هذه الأثناء عرضت المنظمات من جميع أنحاء الولاية أموالا وتسهيلات لتقديم العطاءات على الأرض اللازمة لبدء تنفيذ المشروع. واشتملت أشهر المقترحات على إنشاء كلية للمجال الزراعي يكون مقرها في الحرم الجامعي بولاية إنديانا، وهي تسمى الآن جامعة بتلر "Butler University". وبحلول عام 1869، عرضت مقاطعة تيبيكانوي 150 ألف دولار مقدمة من رجل الأعمال من مدينة لافاييت، جون بيردو؛ و 50 ألف دولار كتبرع من المقاطعة، بالإضافة إلى تبرع من السكان المحليين للمقاطعة نفسها هو 100 أكْر (فدان) لبناء الجامعة.
وفي السادس من مايو/أيار 1869، أنشأت الجمعية العمومية تلك المؤسسة التعليمية بمقاطعة تيبيكانوي، تحت اسم «جامعة بيردو»، على اسم المتبرع الأساسي لبناء هذه المؤسسة، جون بيردو. بدأ الفصل الدراسي في جامعة بيردو في 16 سبتمبر 1874، بوجود 6 أساتذة، و39 تلميذًا. كان البروفيسور جون شيرر هوام هو أول من عمل بهيئة تدريس الجامعة، كما شغل منصب رئيس بالإنابة أثناء فترة تولي كل من إيمرسون وايت وأبرام كروم شورتريدج، رئاسة جامعة بيردو.
وفي نهاية عام 1874، كان قد تم الانتهاء بالكامل من إنشاء خمس مبان تمثل حرمًا جامعيًا. وفي شتاء عام 1875، منحت الجامعة أول درجة علمية، ألا وهي بكالوريوس العلوم في الكيمياء، كما قبلت الجامعة طلب أول دفعة من الطالبات للالتحاق بها.
اتبع إيمرسون وايت -أول رئيس لجامعة بيردو من العام 1876 إلى العام 1883، أسلوبًا صارماً في تطبيق قانون موريل بدلاً من محاكاة الجامعات التقليدية. كان وايت يؤمن بضرورة أن تكون جامعة بيردو «جامعة صناعية»؛ ومن ثم فقد كرس وايت كل موارد الجامعة لنشر التعليم الليبرالي (المتحرر)، مع التركيز على مجالات العلوم والتكنولوجيا والزراعة.
كان وايت يهدف إلى إعداد جيل جديد من الطلاب قادر على العمل في المجال الصناعي، كما أنه سعى لإعدادهم ليكونوا مواطنين صالحين وأفراد أسرة. وقد شملت مساعي وايت للاختلاف عن الجامعات التقليدية، محاولته المثيرة للجدل من حظر للتنظيمات (الأنشطة) الاجتماعية خاصة ما يتعلق بالطلاب الذكور في الجامعة، غير أن المحكمة العليا في ولاية إنديانا ألغت هذا القرار في نهاية المطاف؛ مما أدى إلى استقالة وايت من منصبه رئيساً لجامعة بيردو.
وبعد استقالة وايت، تولى جيمس سمارت رئاسة الجامعة خلفاً له، واشتهر سمارت بدعوته عام 1894 لإعادة بناء المبنى الأصلي لقاعة هيفلون بعد أن التهمتها النيران.

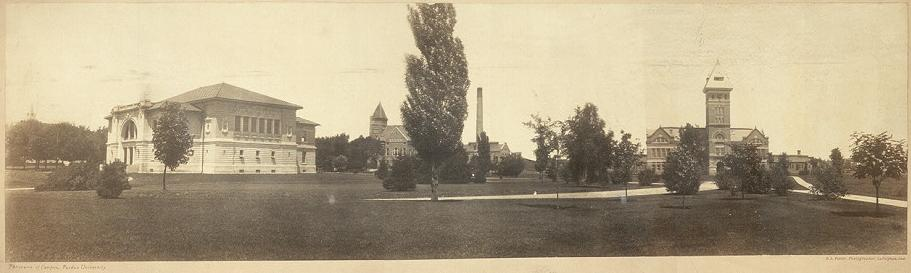
صورة لجامعة بيردو عام 1904

وفي نهاية القرن التاسع عشر، تم هيكلة الجامعة من جديد، فأصبحت كليات الجامعة هي: كلية الزراعة وكلية الصيدلة وكلية الهندسة بشُعَبها الثلاث الميكانيكية والمدنية والكهربائية. والجدير بالذكر، أن بنجامين هاريسون -الرئيس ال23 للولايات المتحدة الأمريكية، كان يعمل ضمن طاقم مجلس الأمناء بالجامعة.
شملت مختبرات كلية الهندسة في جامعة بيردو مرافق لإجراء الاختبارات على القاطرة ومحرك كورليس البخاري (بالإنجليزية: Corliss steam engine)‏، أحد أكفأ المحركات في ذلك الوقت. وكان يوجد حلقة وصل بين كلية الزراعة بجامعة بيردو وبين المزارعين؛ إذ كانت الكلية تتيح للفلاحين في مختلف أرجاء الولاية الإطلاع على أبحاثها، بالإضافة إلى تقديم العديد من الخدمات التعاونية الإضافية، التي أدت لفترة من النمو على مدى العقدين التاليين.
وفي هذه الأثناء وضعت الجامعة برامج جديدة لتطوير مجالي التعليم والاقتصاد المنزلي، بالإضافة إلى إنشاء كلية الطب -ذات المدة الدراسية القصيرة. وبحلول عام 1925، كانت جامعة بيردو تحتل المرتبة الأولى في عدد الطُلاب المُلتحقين بكلية الهندسة على مستوى جامعات الولايات المتحدة الأمريكية؛ وقد احتفظت الكلية بتلك المكانة لمدة نصف قرن من الزمان.
تولى رئيس جامعة بيردو، إدوارد تشالرز إليوت، الإشراف على برنامج تشييد المرافق في الحرم الجامعي في فترة ما بين الحربين العالميتين (1916-1922) و (1922-1945). وتولى المخترع والخِريج السابق والأمين، ديفيد روس مهمة التنسيق مع مجموعة من المُتبرعين، الذين تبرعوا بالأراضي لبناء الجامعة، كما كان له دور جوهري في المُساعدة على تأسيس مؤسسة بيردو للبحوث. ساعدت مجهودات روس والدعم المالي من المُتبرعين في تنفيذ العديد من المشاريع كتشييد «ملعب روس أد»؛ وإنشاء «اتحاد جامعة بيردو التذكاري» (PMU)، وهو مبنى اتحاد طلاب أنشئ تخليداً لذكرى طلاب جامعة بيردو الذين شاركوا في الحرب العالمية الأولى؛ ومخيم المسح الخاص بالهندسة المدنية؛ وأخيرًا مطار جامعة بيردو. كان مطار جامعة بيردو هو الأول من نوعه الذي تملكه جامعة في الولايات المتحدة، كما أنه يضم أول مركز مُعتمد -يتبع جامعة- يقدم برامج تدريبية لتعليم الطيران.
التحقت أميليا ماري إيرهارت - إحدى رواد الطيران الأمريكي، بجامعة بيردو عام 1935 كمُستشارة لبرامج تعليم الطيران وأيضًا كمستشارة لتوجيه الطالبات في مجال العمل. وفي 1937، خصصت مؤسسة جامعة بيردو للبحوث دعما ماليًا لمشروع تطوير طائرة 10-إي لوكهييد إلكترا (بالإنجليزية: Lockheed Electra E-10)‏، التي استخدمتها إيرهارت لاحقًا في رحلتها الجوية حول العالم.
شاركت كل أقسام وكليات جامعة بيردو في بضعة أبحاث عسكرية وعدة تدريبات إبان الحرب العالمية الثانية. وخلال أحد المشروعات المُتعلقة بالمُستقبلات الرادارية، اكتشف فيزيائيون بجامعة بيردو خواصا جديدة للجرمانيوم -وهو عنصر فلزي نادر؛ ساهمت فيما بعد في صُنع أول ترانزستور. قام الجيش والبحرية بإجراء برامج تدريبية بجامعة بيردو، وخدم أكثر من 17.500 من الطلاب والموظفين والخريجيين في القوات المُسلحة.

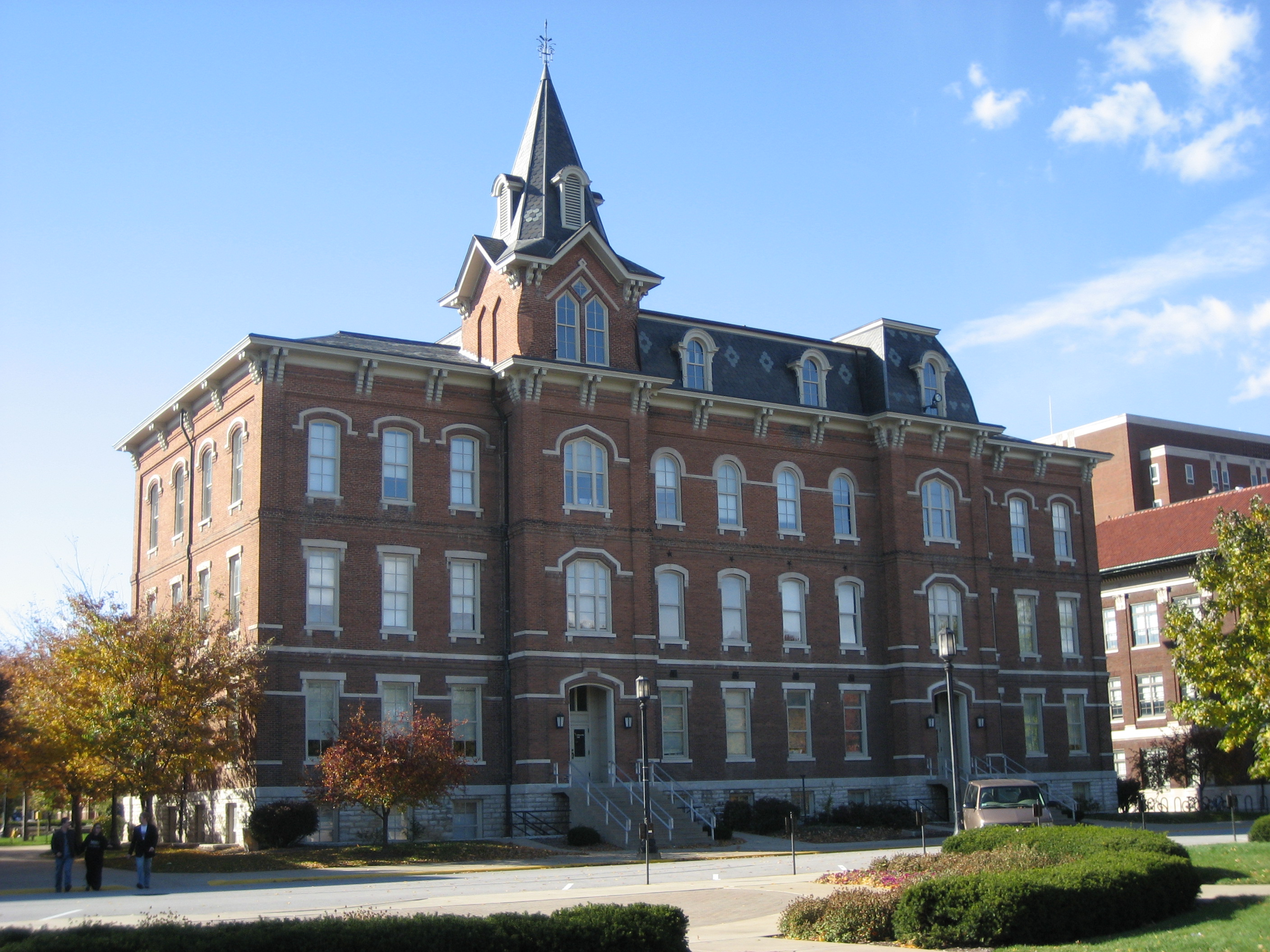
باحة جامعة بيردو

بالإضافة إلى ذلك، أنشأت جامعة بيردو أكثر من 100 مركز تعليمي في جميع أنحاء ولاية إنديانا لتدريب العمال المهرة في مجال الصناعات الدفاعية. وكنتيجة لعودة المُحاربين القُدامى للالتحاق بجامعة بيردو، عقب إصدار قانون إعادة تهيئة الجنود "Servicemen's Readjustment Act" عام 1944، تم إقامة بعض الفصول الدراسية في بعض من تلك المراكز لتلافي الحاجة لإضافة المزيد من المساحات للحرم الجامعي. والجدير بالذكر، أن أربعة من هذه المراكز قد أصبحت جامعات إقليمية مانحة للدرجات العلمية ضمن نطاق المنظومة الجامعية لجامعة بيردو. وفي عام 1947، لم تعد مسألة السكن داخل الحرم الجامعي امتيازًا تحده العُنصرية، وذلك بسبب الضغوطات التي مارسها كل من رالف غيتس -الحاكم ال37 لولاية إنديانا، وفريدريك لوسون -رئيس جامعة بيردو. وبعد الحرب العالمية الثانية، عمل لوسون على زيادة التخصصات الأكاديمية بجامعة بيردو. وركز «برنامج البناء»، الذي حُددت مدته بعشر سنوات، على العلوم والأبحاث. وفي أواخر خمسينيات القرن التاسع عشر، وأوائل القرن نفسه، طورت الجامعة مناهج مَعنية بالطب البيطري والإدارة الصناعية والتمريض، بالإضافة إلى إنشاء أول قسم لعلوم الحاسب الآلي في الولايات المُتحدة. ومن ناحية أخرى، تم تطوير مُقررات العلوم الإنسانية للطلاب، على الرغم من تردد لوسون في الموافقة على دراسة تلك المجالات لطلاب الدراسات العليا. وفي عام 1960، منحت جامعة بيردو أول بكالريوس للآداب في عهدها، وكانت كلية العلوم تشرف على مجالي العلوم الإنسانية والتربية إلى أن أصبحت كل منها كلية منفصلة.
وفي الأعوام الأخيرة، واصل قادة جامعة بيردو دعمهم للأبحاث في مجالي التكنولوجيا المتقدمة والبرامج الدولية؛ ففي عام 1987، قام رونالد ويلسون ريغان -الرئيس ال40 للولايات المتحدة الأمريكية، بزيارة الحرم الجامعي في مدينة لافاييت ليلقي محاضرة حول التقدم التكنولوجي وإسهامه في خلق فرص العمل. وفي تسعينيات القرن العشرين، وفرت الجامعة المزيد من الفرص للدراسة بالخارج، وكذلك جعلت فرص الالتحاق بالدورات التدريبية لتعليم اللغات العالمية وثقافات الشعوب أكبر من ذي قبل. وفي عام 2004، تم إنشاء أولى مباني «متنزه الاستكشافات» - مركز البحوث المتعددة التخصصات بالجامعة. وفي 2010، أعلنت جامعة بيردو عن «معهد السياسة العالمية للبحوث»، لاستكشاف مدى تأثير المعرفة التقنية على قرارات السياسة العامة.

## الحرم الجامعي
يقع حرم جامعة بيردو خارج حدود مدينة لافاييت الغربية تماماً، إذ يوجد بالقرب من الضفة الغربية لنهر واباش، ليصل إلى مدينة لافاييت الكبرى. ويقسم شارع الولاية "State Street"، الملاقي لطريق الولاية رقم 26 بولاية إنديانا؛ الأجزاء الشمالية والجنوبية من الحرم الجامعي. تقع أغلب المباني الأكاديمية للجامعة في الأجزاء الجنوبية والشرقية من الحرم الجامعي، وفي الجزء الشمالي من الجامعة تقع أغلب المرافق الرياضية. وفرت المؤسسة الكبرى للنقل العام بمدينة لافاييت سيتي باص (CityBus) حافلات تعبر خلال 8 تحويلات لتُقل الطلاب، وأعضاء هيئة التدريس والمُوظفين إلى الجامعة بالمجان.

### ميدان جامعة بيردو
إن ميدان بيردو، الواقع بجامعة بيردو، هو الساحة المركزية للجامعة. يُعرف ميدان بيردو أيضًا باسم «محور جامعة بيردو»، وذلك بسبب قربه من العديد من المباني الأكاديمية الهامة في الجامعة؛ وقد أنشئ الميدان ليربط بين المنشآت الأكاديمية بالحرم الجامعي وملعب «روس أد». وبالإضافة إلى ذلك، عُرف الميدان نفسه باسم «الميدان الهندسي»، لقربه من العديد من المباني الأكاديمية التابعة لكلية الهندسة. إن أبرز ما يميز ميدان جامعة بيردو هي النافورة الهندسية، البالغ ارتفاعها 38 قدماً (12مترًا)؛ كذلك فإن مبنى «فريدريك لاوسون هوفد» الإداري، الذي يحوي مكتب رئيس الجامعة الحالي ميتشل إلياس دانييلز، هو من أهم مايميز ميدان جامعة بيردو. ومن موقع أخر نجد برج الجرس الذي يقع (بالإنجليزية: Bell Tower) بين ملعب «روس أد» و «ساحات الذكرى المئوية» (بالإنجليزية: Centennial Malls).
يُعد بيل الجرس رمزًا لجامعة بيردو، كما يمكن رؤيته على لوجوهات الجامعة، وعلى شعارات كل من مدينة لافاييت ومدينة لافاييت الغربية. وفي الجنوب الغربي من استاد «روس أد»، توجد قاعة إدوارد تشالرز إليوت للحفلات الموسيقية –واحدة من أكبر المسارح الخشبية في العالم. وغالبًا ما تقوم لجنة الحفلات الطلابية بجامعة بيردو باستضافة أشهر المطربين للغناء أمام جمهور الطلبة، وأعضاء هيئة التدريس، عامة الناس أيضًا.

### ميدان بيردو التذكاري

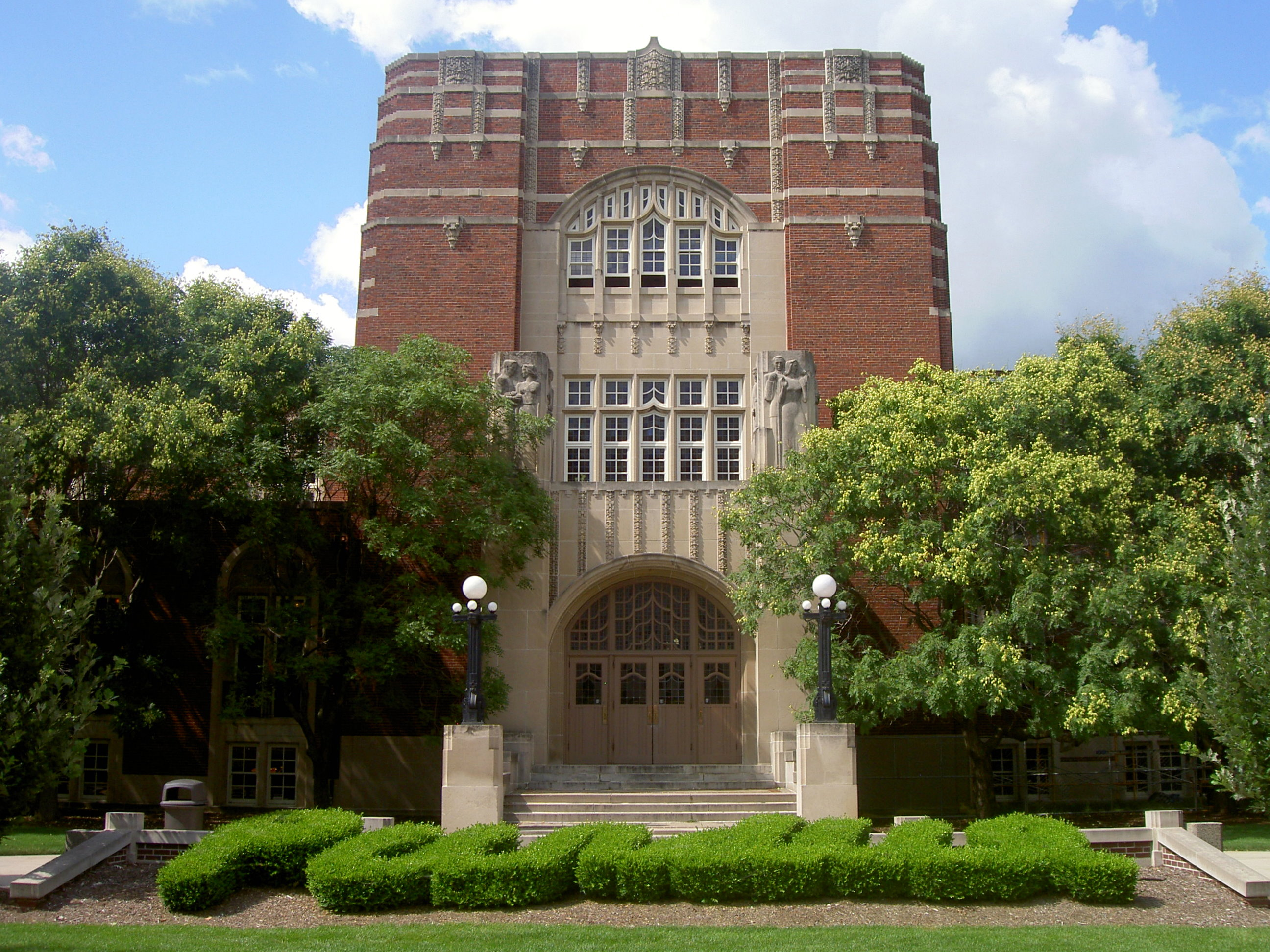
اتحاد طلاب جامعة بيردو التذكاري

يمثل ميدان بيردو التذكاري، الواقع في الناحية الجنوبية لساحة بيردو المركزية، الجزء الأساسي من جامعة بيردو؛ إذ يعد المكان الذي يألفه طلاب الجامعة. يحد ميدان بيردو التذكاري العشب من كل مكان، ويحيط به مركز ستيوارت الطلابي، وقاعة ستانلي كولتر، وغرفة التدريس التي أُنشئت داخل قاعة المحاضرات عام 1950، وقاعة المؤتمرات، وقاعتي الجامعة ووينثروب ستون. يضم ميدان بيردو التذكاري ممشى أهلاً "Hello Walk"، ويوجد بالقرب من هذا الجزء قاعة «فيليكس هاس»، التي أُنشئت عام 1909 تحت مُسمى «الصالة الرياضية التذكارية» تخليدًا لذكرى ضحايا تصادم القطار في 31 أكتوبر، 1903 فيما يعرف بكارثة حُطام بيردو "Purdue Wreck"؛ إذ لقى 17 مصرعهم من فريق كرة قدم الجامعة والمدربين، والخريجيين، والمشجعين من الجامعة.
تم إعادة هيكلة «الصالة الرياضية التذكارية» عام 1985 لتضم قسم علوم الحاسب الآلي. وفي عام 2006، أُعيدت تسمية القاعة لتصبح «فيليكس هاس»، تكريمًا له عقب تقاعده، إذ كان أول من شغل منصب عميد كلية العلوم (1962-1974) وكذلك عميد جامعة بيردو (1962-1974). وفي العام نفسه تم إنشاء قسم للإحصاءات بمبنى القاعة. يوجد شرق ميدان بيردو التذكاري اتحاد بيردو التذكاري –مبنى اتحاد الطلبة بجامعة بيردو، ويتاخمه فندق «نادي الاتحاد». إن «قاعة الجامعة» هي المبنى الوحيد القائم من أصل ست مبانٍ أصلية للحرم الجامعي، وقد بدأ تشييد هذا المبنى عام 1871، وتم افتتاحه عام 1877. كان يعرف آنذاك باسم «المبنى الرئيسي»، وتكلف بناءه بالكامل ما يقدر ب 35 ألف دولار. كانت «قاعة الجامعة» تضم في باديء الأمر مكتب رئيس الجامعة، وكنيسة صغيرة، وقاعات الدروس؛ قبل أن يتم إعادة تشكيلها عام 1961 لتضم قسماً لدراسة علم التاريخ، والقاعات الدراسية التابعة لكلية الآداب والعلوم الإنسانية. دُفن جون بيردو في ميدان بيردو التذكاري مباشرة أمام المدخل الرئيسي ل«قاعة الجامعة»، إذ أوصى بذلك قبل وفاته.

### الجزء الجنوبي من الحرم الجامعي

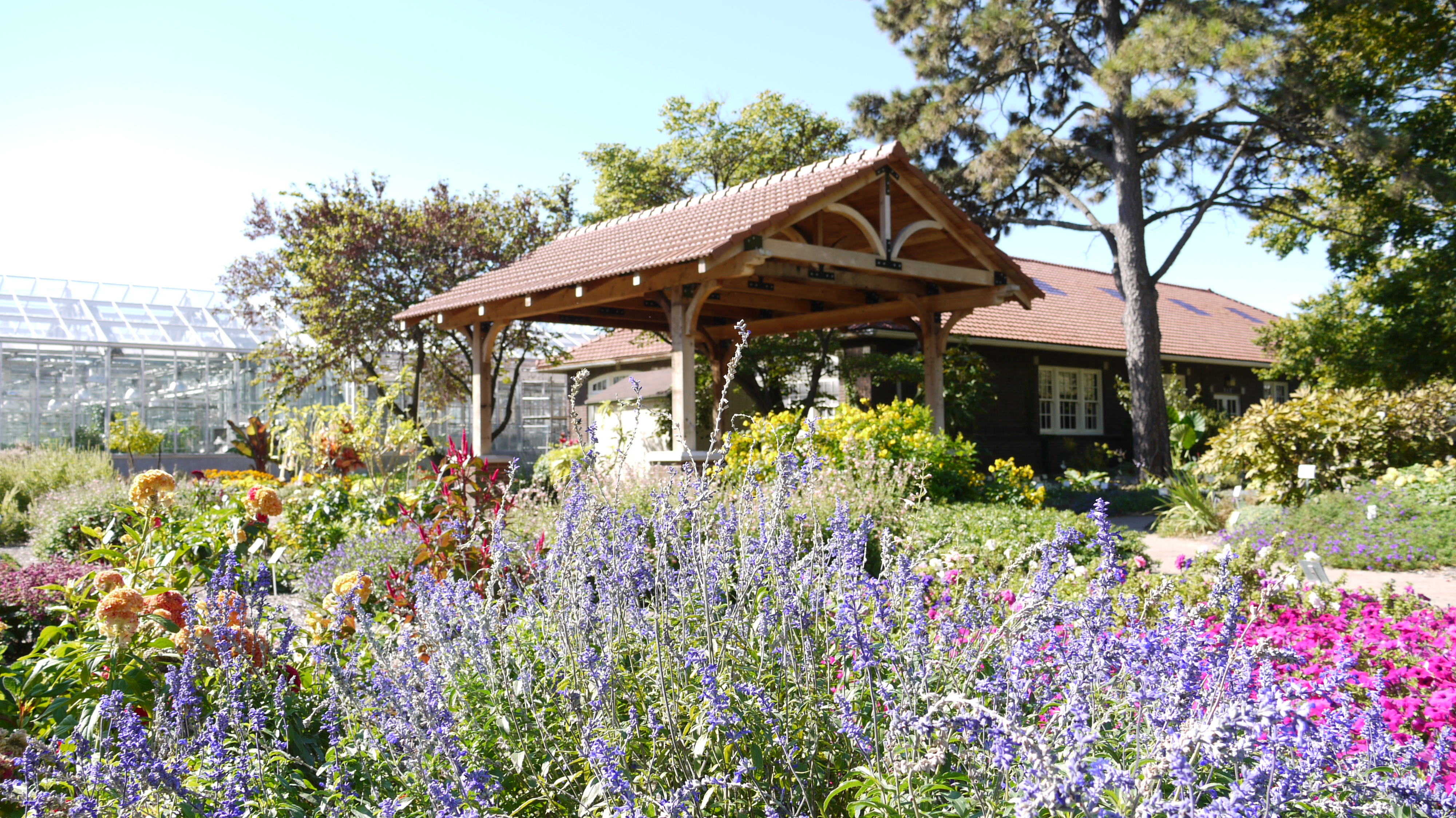
بستان بجامعة بيردو

تضم المنطقة الواقعة جنوب «شارع الولاية»، عدة مبان لكليات مثل كلية الزراعة، وكلية الفنون الجميلة، وكلية علوم الحياة، وكلية الطب البيطري. كما تضم هذه المنطقة من الحرم الجامعي كلية كارنيرت للإدارة، وكذلك الحدائق المجاورة لمبنى دراسة علم البستنة بجامعة بيردو، وحديقة الاستكشافات، ومطار جامعة بيردو. حصدت كلية كارنيرت للعلوم الإدارية العديد من المراكز على المستويين الوطني والعالمي لبرامجها لطلبة البكالريوس والدراسات العليا. وقد وفرت كلية كارنيرت ومبنى راولز التابع للكلية نفسها العديد من المرافق لتعليم الفنون لغالبية طبقات رجال الأعمال بالحرم الجامعي. تم إنشاء قاعة راولز عام 2006، بفضل الدعم المالي من جيري راولز، المقدر ب10 ملايين دولار، والذي يعد أكبر تبرع شهدته كلية العلوم الإدارية بجامعة بيردو. إن مطار بيردو، الذي اُفتتح عام 1930، هو الأول من نوعه ولايزال واحداً من بضعة مطارات مملوكة للجامعات على مستوى الولايات المتحدة الأمريكية.
ومن خلال وجود مبنى نيزونجر لتكنولوجيا الطيران بالمطار نفسه، أصبح المطار رمزاً لتاريخ جامعة بيردو في مجال الطيران.

### الجانب الغربي من الحرم الجامعي
يتألف الجانب الغربي من حرم جامعة بيردو من سكن طلابي، ومرافق للطعام؛ وأخرى للترفيه. بالإضافة إلى ذلك، فقد كان بإمكان الطلاب الاشتراك في الألعاب الجماعية التي ينظمها مركز «كوردوفا للألعاب الترفيهية» أو مركز «بويل ميكر» للألعاب المائية؛ أو الملاعب الموجودة ضمن نطاق هذه البقعة من الجامعة؛ لمنافسة جامعات أو كليات أخرى. تأسس مركز كوردوفا للألعاب الترفيهية عام 1957، ليصبح بذلك أول مركز في الولايات المتحدة يتم إنشاؤه خصيصًا لتلبية حاجة الطلاب الجامعيين للترويح عن أنفسهم.
كان «صالة الألعاب الترفيهية المشتركة» هو اسم مركز كوردوفا للألعاب الترفيهية في باديء الأمر؛ إذ حل مركز كوردوفا للألعاب الترفيهية محل صالات الألعاب الرياضية المشتركة للطلاب والطالبات. وعلى الرغم من التوسعات العديدة التي شهدها المركز، وتغيير اسمه عدة مرات؛ فقد تعارف عليه منذ إنشاؤه باسم «المركز الترفيهي المشترك».

### ملعب روس أد والمنطقة المحيطة به
إن الجزء الشمالي الأكبر من الحرم الجامعي يقع على الأراضي التي اشتراها كل من رجل الأعمال ديفيد روس؛ والمؤلف والكاتب الساخر جورج آدلي في عشرينيات القرن العشرين كتبرع لجامعة بيردو. يوجد العديد من المرافق الرياضية في هذا الجزء من الجامعة، مثال ذلك «استاد روس أد» لكرة القدم الأمريكية، وملعب كرة السلة «ماكي أرينا»، وملعب «لامبارت فيلدهاوس» المغلق لألعاب القوى - ذو المضمار. بالإضافة إلى ذلك، يضم الجزء الشمالي للجامعة مركز سلايتر للعروض المسرحية؛ ومبنى كاري –ذو الجهات الأربع، الذي يعد أكبر وحدة سكنية للطلاب الجامعيين في الولايات المتحدة الأمريكية. إن دايفيد روس هو أحد إثنين قد تم دفنهم في حرم جامعة بيردو –الآخر هو جون بيردو، ويقبع قبر روس في حديقة تقع أعلى تلة غرب منصة العروض المسرحية لمركز سلايتر.
يبعد ملعب البيسبول «ألكسندر فييلد»، والمرافق الرياضية الأخرى مسافة ميلًا غرب استاد «روس أد»، في أحدث مجمع رياضي شمال غرب الحرم الجامعي.

## البرامج الأكاديمية

### برامج الدرجات العلمية
تقدم جامعة بيردو كل من برامج البكالريوس والدراسات العليا في أكثر من 211 مجالاً رئيسياً للدراسة، وتشتهر الجامعة أيضًا بمناهجها الهندسية المُنافسة لغيرها من مناهج الكليات الأخرى. إن جامعة بيردو تؤثر تأثيراً كبيراً في تاريخ الولايات المتحدة المُتعلق بمجال الطيران؛ إذ تم تأسيس أول كلية مُعتمدة تقدم مناهج للتدريب على الطيران بالجامعة نفسها، كما أنها مانحة لبكالريوس الطيران –بعد أربع سنوات من التدريب؛ كذلك هي أول جامعة في الولايات المتحدة التي تنشئ مطارًا من بين أملاكها، ألا وهو مطار بيردو. بالإضافة إلى ذلك، فبرنامج جامعة بيردو للتدريب على الطيران هو أحد أفضل البرامج المتخصصة في علم الطيران على مستوى العالم.
وفي منتصف القرن ال20، اتسعت مجالات برامج الطيران بجامعة بيردو لتشمل تكنولوجيا رحلات الفضاء المتطورة؛ وهو ما جعل جامعة بيردو تحظى بلقب «مهد رواد الفضاء». أصبح 23 خريجًا من جامعة بيردو رواد فضاء منهم: غوس غريسوم –واحد من سبعة أشخاص شاركوا ببرنامج الولايات المتحدة للرحلات الفضائية «رواد فضاء عطارد السبعة» (بالإنجليزية: Mercury Seven)؛ ونيل أرمسترونج -أول إنسان يمشي على القمر؛ وأيضًا يوجين سيرنان –الشخص رقم 11 والأخير الذي مشى على القمر.
على الرغم من شهرة جامعة بيردو ببرامجها الممتازة في مجالي الهندسة والعلوم، فإن قسم اللغة الإنجليزية قد حقق من سمعة ما لا تقل عن سابقيه؛ إذ أنشأ القسم أول معمل للكتابة على الإنترنت (OWL) في عام 1994. [بحاجة لمصدر] وقد اعتمدت العديد من الجامعات والكليات على موقع جامعة بيردو الإلكتروني OWL لأغراض عدة منها: استخدامه كمرجع لمعرفة الاستخدام المناسب للكلمة، ومعرفة علامات الترقيم واستخداماتها، والقواعد، وكذلك الإطلاع على أسلوب الكتابة الأكاديمية.
تتكون جامعة بيردو من عشرة كليات ومعاهد. وفي 1 يوليو عام 2010، تم تأسيس كلية الصحة وكلية العلوم الإنسانية، كما تم تكوين كلية جديدة من خلال ضم جميع الوحدات الأكاديمية القائمة. وتشمل تلك الوحدات: كلية التمريض، وكلية العلوم الصحية، وكلية المستهلك، وكلية العلوم الأسرية، والتخصصات في العلوم اللاإنسانية من كلية الفنون العقلية؛ كتخصص علم النفس وتخصص علم أمراض الكلام والسمع.

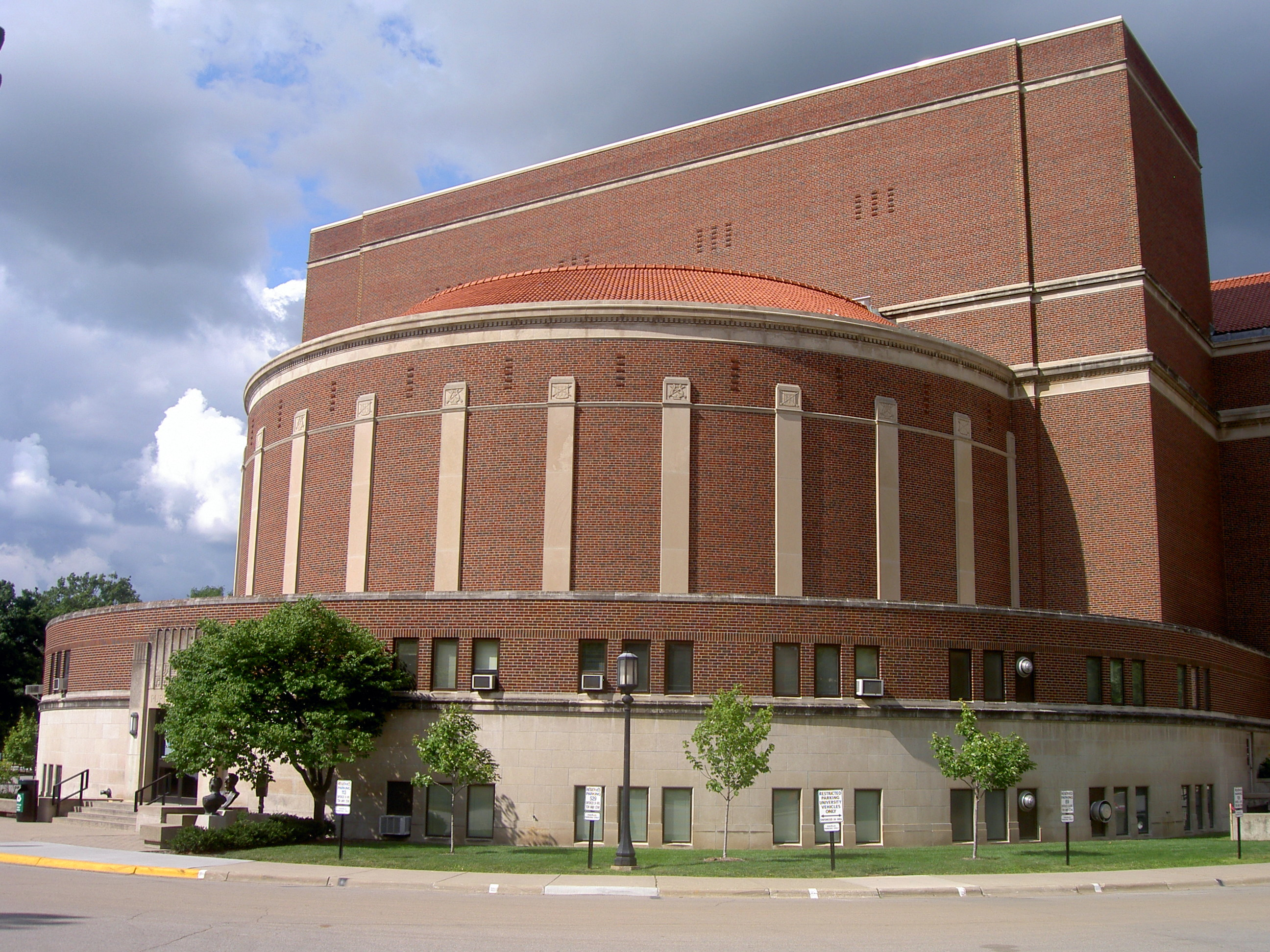
قاعة الحفلات الموسيقية بجامعة بيردو

### إدارة الجامعة
يعين مجلس الأمناء رئيس الجامعة، ويُخول إليه صفة المسؤول الإداري بالجامعة. رئيس جامعة بيردو هو من يُشرف على معايير القبول والتسجيل بالجامعة، بالإضافة إلى تقديم المشورة، وكذلك إدارة وجدولة الحصص الدراسية وأوقات الراحة، والأكثر من ذلك إقامة المنافسات الرياضية بين الطلاب، وتنظيم النشاطات اللامنهجية، وإدارة المكتبات وتعيين أعضاء التدريس ووضع شروط عملهم، وتعيين جميع العاملين من خارج أعضاء هيئة التدريس وتحديد شروط عملهم، والتنظيم العام للجامعة، بل إدارة وتخطيط ميزانية الجامعة! بالإضافة إلى ذلك، يعين مجلس الأمناء أيضًا العديد من الوظائف الرئيسية بالجامعة؛ كتعيين وكيل الجامعة، الذي يشغل منصب المسؤول الأول عن الحياة الأكاديمية في الجامعة؛ وكذلك يعين مجلس الأمناء عدداً من نواب رئيس الجامعة، مع الإشراف على عدد من المهام المحددة داخل الجامعة، وأخيرًا تعيين رؤساء الجامعات للأحرام الجامعية الإقليمية.

### الأبحاث
أنفقت جامعة بيردو مبلغ 472.7 مليون دولار؛ بين العامي 2006 و 2007، لدعم الأبحاث على نطاق منظومة الجامعة. كان هذا المبلغ هو مقدار ما نتاج تلقته الجامعة من تمويلات حكومات الولاية والحكومة الفيدرالية، والمؤسسات المختلفة، بالإضافة من القطاع الصناعي، والجهات الفردية المانحة للتبرعات. وبالتالي فقد وضعت الكليات المعنية بالأبحاث بالجامعة وأكثر من 400 مُختبر للأبحاث، جامعة بيردو ضمن المؤسسات الرائدة في مجال البحث؛ إذ أتت جامعة بيردو حسب تصنيف كارنيجي لمؤسسات التعليم العالي أنها«جامعة ذات نشاط بحثي جد جيد». كذلك تم اختيار الجامعة كأفضل رابع الأمكنة التي يمكن العمل بها في المجال الأكاديمي وفقاً لتصنيف صُدر في نوفمبر (تشرين الثاني) عام 2007 في مجلة «العَالِم». يقدم الباحثون في جامعة بيردو البصيرة والمعرفة والمساعدة على حل العديد من المشاكل في المجالات الحيوية المهمة. وتشتمل مجالات البحث: الزراعة، الاقتصاد والأعمال، التربية، الهندسة، البيئة، الرعاية الصحية، الأفراد والمجتمع والثقافة؛ بالإضافة إلى الصناعات التحويلية، العلم، التكنولوجيا، والطب البيطري.
حطمت جامعة بيردو رقمًا قياسيًا في تمويل أبحاثها؛ إذ سجلت 438 مليون دولار لدعم أبحاثها خلال العام المالي 2009-2010، بمشاركة مؤسسة العلوم الوطنية، والإدارة الوطنية للملاحة الجوية والفضاء (ناسا)، ووزارة الزراعة والدفاع والصحة والخدمات الإنسانية والطاقة الأمريكية. ومن ناحية أخرى أنشأت جامعة بيردو «منتزة الاستكشافات»، بهدف الابتكار من خلال برنامج متعدد التخصصات. ففي المراكز ال11 من «منتزة الاستكشافات»، بدءًا من تنفيذ المشاريع في مجالي الطاقة والصناعة المتقدمة، فإن المشاريع البحثية تعكس الأثار الاقصادية الكبيرة، كما تشير إلى التحديات العالمية. إن برنامج أبحاث تكنولوجيا النانو في جامعة بيردو مبني على «مركز التطور الجديد في لبنة النانوتكنولوجي» the new Birck Nanotechnology Center بمركز الاستكشافات، الذي يعد أفضل برامج الولاية.
طورت مؤسسة البحوث بجامعة بيردو –التي افتتحت عام 1961  كمؤسسة خاصة وغير ربحية، لمساعدة جامعة بيردو؛  ووجهت الأبحاث التابعة لجامعة بيردو أنظارها على الشركات العاملة في ميادين علوم الحياة، والأمن الداخلي، والهندسة، والإنتاج المتطور، وتكنولوجيا المعلومات. توفر هذه المؤسسة أيضُا بيئة تفاعلية للباحثين ذوي الخبرة بجامعة بيردو، وللشركات الخاصة وصناعة التقنية المتطورة. يعمل حاليًا أكثر من 3.000 شخص في 155 شركة، منها 90 شركة قائمة على التكنولوجيا. وقد تصدرت مؤسسة البحوث بجامعة بيردو المركز الأول بين الجامعات الأخرى كم جاء في تصنيف «جمعية مرافق الأبحاث لتصنيفات الجامعات» عام 2004.

#### لجنة التعاون المؤسسي

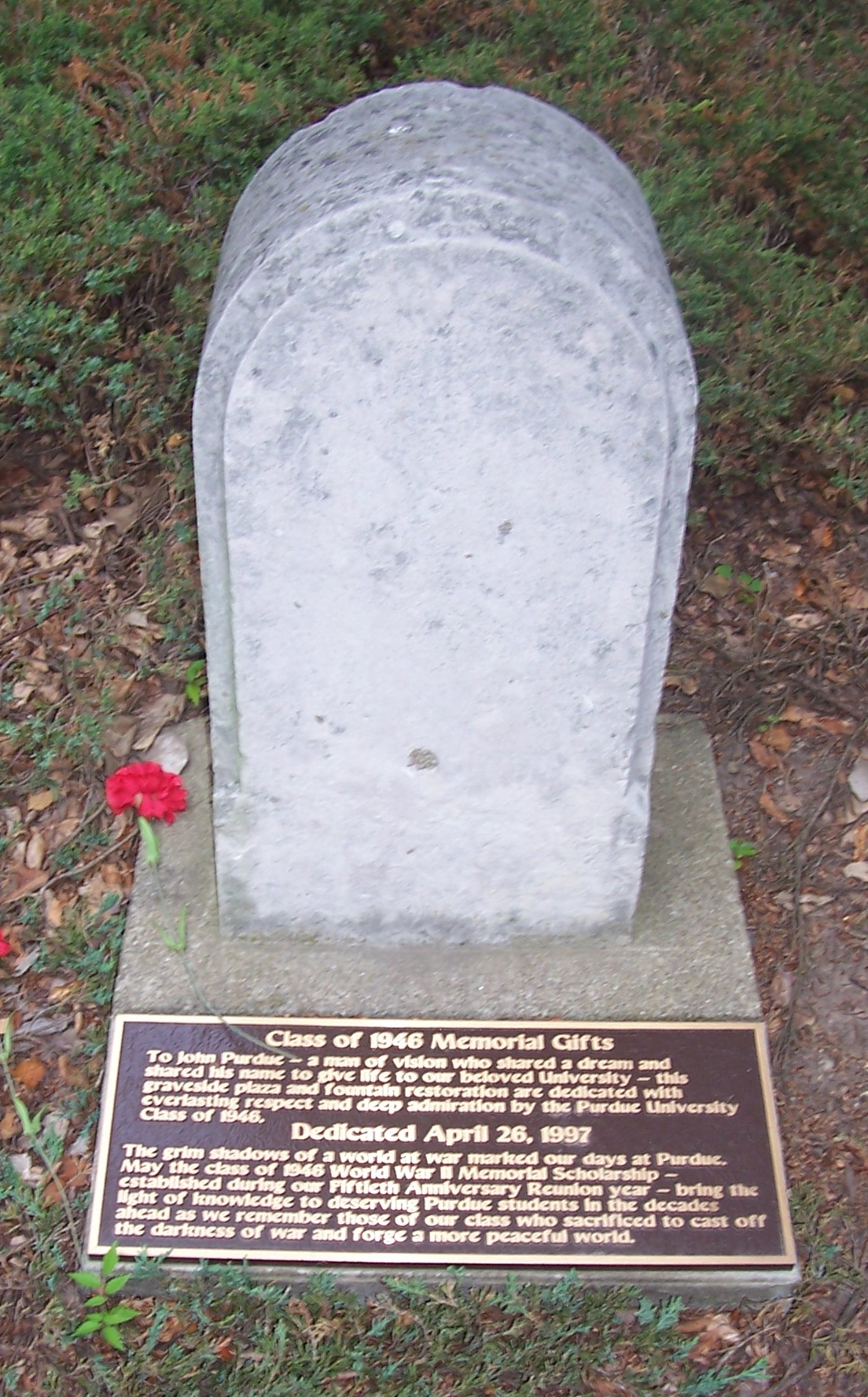
قبر رجل الأعمال جون بيردو بحرم جامعة بيردو.

جامعة بيردو هي أحد الجامعات المشاركة في لجنة التعاون المؤسسي –اتحاد الجامعات المشاركة بمؤتمر «العشرة الكبرى»، وكذلك الأعضاء السابقين في المؤتمر ذاته بجامعة شيكاغو. يمثل هذا المؤتمر فرصة للطلاب للمشاركة في المؤسسات والاستفادة من برامج التعلم عن بعد من خلال مؤسسات مشتركة أخرى بلجنة التعاون المؤسسي. تأتي هذه المبادرة في إطار شراكة الأبحاث؛ إذ بلغت المشاركة في مجال البحوث عام 2010، 8 مليارات دولار؛ مما مكن الجامعات المشاركة باللجنة من تقديم أفكارها العملية حِيال العديد من القضايا المهمة في مجالات عدة كمجال الطب، التكنولوجيا، الزراعة، والمجتمعات المحلية. إن وجود الجامعات كأعضاء بلجنة التعاون المؤسسي، يعمل على إتاحة بعض المزايا لطلابها؛ فعلى سبيل المثال يتمتع طالب تلك الجامعات بحق الإطلاع في جميع المكتبات الخاصة بالجامعات المشاركة في نفس اللجنة. بالإضافة إلى ذلك، تقدم الجامعات المشاركة خدمة الشراء الجماعي، الأمر الذي وفر لتلك المؤسسات 19 مليون دولار حتى الآن.

### الاستدامة
يتكون مجلس الاستدامة بجامعة بيردو من الإداريين وأساتذة الجامعة؛ وتجتمع اللجنة شهرياً لمناقشة القضايا البيئية، ومبادرات الاستدامة بجامعة بيردو. اكتمل بناء أول مبني يتبع نظام «الريادة في تصميمات الطاقة والبيئة» في خريف عام 2011  وتم ضم هذا المبنى إلى مبني كلية الهندسة الميكانيكية.
وفي الوقت نفسه، كانت كلية الهندسة الميكانيكية مُشتركة في برنامج تنمية المساحات الخضراء بالحرم الجامعي. وبالإضافة إلى ذلك، فقد تم إنشاء نظام يعرض بيانات حية ومُفصلة لإنتاج الطاقة الحالي في محطة الحرم الجامعي –ذات المنفعة العامة.كما تتولى كلية الهندسة مهمة عقد «الأسبوع الأخضر» –الذي يعقد سنوياً؛ إذ يمثل مبادرة لإشراك مجتمع بيردو في المسائل المُتعلقة بالاستدامة البيئية.

### تصنيفات
تُصنف جامعة بيردو في مراكز مرموقة للغاية ويُعد ذلك واضحاً من خلال التصنيفات المعتمدة للجامعات على المستوى الوطني والعالمي، مثل تصنيف مجلة «يو إس نيوز» US News وتصنيف «وولردس ريبورت» لأفضل الجامعات World Report Best Colleges، وتصنيف «كيو إس» لتصنيف الجامعات العالمية the QS World University Rankings. إن سر ما تحظاه تلك الجامعة من مكانة رفيعة بين جامعات العالم هو ما تقدمه تلك الجامعة من برامج أكاديمية مُختلفة ومتميزة، ومثال ذلك صنقت تم تصنيف البرنامج التعليمي الخاص بكلية الهندسة بجامعة بيردو ضمن أفضل البرامج العالمية وفقًا لتقارير وكالات وطنية ودولية.

وحتى الآن، فإن البرامج التعليمية التي تقدمها الجامعة لا تزال تجد تميزاً واضحاً بين جامعات العالم، خاصة البرامج التعليمية في مجالات الهندسة والتعليم والأعمال. صنفت مجلة «يو إس نيوز» US News الجامعة كواحدة من أفضل جامعات الدراسات العليا؛ كما وضعت كل من مجلة «يو إس نيوز» US News، و«وولردس ريبورت»World Report Best Colleges، كلية الهندسة بجامعة بيردو في المرتبة الثامنة محلياً.
وفي عام 2012، احتل برنامج كلية الهندسة للدراسات العليا المرتبة العاشرة في التصنيف. وفي التصنيف الأكاديمي لجامعات العالم، صُنفت برامج الهندسة بالجامعة كالجامعة رقم 10 دولياً في كل من مجالات الهندسة والتكنولوجيا، ومجال علوم الحاسب. بالإضافة إلى ذلك، تم تصنيف كلية التربية بالجامعة كرقم 32، نفس المرتبة التي حظيتها كليات وليام وماري بجامعات: إلينوي بمدينة شيكاغو، وجامعة آيوا، وجامعة بيتسبرغ. وفي عام 2012، جاءت التصنيفات لتحتل جامعة بيردو المرتبة فوق ال37؛ إذ جاءت كلية كارنيت للعلوم الإدارية في المرتبة رقم 44؛ وصنفت برامج الكلية ذاتها في مجال الإنتاج والإدارة لتحتل المركز السابع بالنسبة لتصنيفات التخصص العالمية؛ وصُنفت برامج سلاسل الإمدادات، وبرامج الخدمات اللوجستية في المركز التاسع؛ واحتلت برامج نظم المعلومات بالكلية المركز ال 12. وفي عام 2013، وضعت «كيو إس» Quacquarelli Symonds –شركة بريطانية لتصنيف الجامعات، كلية الزراعة في المرتبة السادسة عالمياً. وفي تصنيفات أخرى تابعة للولايات المتحدة لعام 2012، احتلت جامعة بيردو المرتبة ال40 حسب ترتيب «التصنيف الأكاديمي للجامعات العالمية» ARWU؛ والمرتبة 62 حسب تصنيف جريدة «يو إس نيوز» US News، و «وولردس ريبورت» World Report Best Colleges؛ والمرتبة ال79 حسب تصنيف مجلة واشنطن Washington Monthly. وبالنسبة للتصنيفات العالمية لعام 2011، جاءت الجامعة لتحتل المرتبة ال 61 حسب ترتيب «التصنيف الأكاديمي للجامعات العالمية» ARWU؛ وال85 حسب تصنيف شركة «كيو إس»؛ ورقم 98 لتصنيف مجلة التايم السنوي للجامعات العالمية.

## الحياة الطلابية

### الألعاب الرياضية
في أكتوبر 1891، ذكرت صحيفة بمدينة كروفوردسفيل بولاية إنديانا، فريق جامعة بيردو لكرة القدم بلقب «صناع المراجل» (بالإنجليزية: Boiler Makers) لفوزه الساحق على فريق جامعة واباش. وسرعان ما ذكرت صحف مدينة لافييت الاسم نفسه. وفي أكتوبر 1892، أيدت صحيفة «أنصار بيردو» (بالإنجليزية: The Purdue Exponent) بشدة لفريق الجماعة. وفي باديء الأمر، كان للفريق أسماء عدة مثل «صانع التبن» haymakers، و«عابر الحواجز» railsplitters، و«ذات الضربة الساحقة» sluggers، و«بحارة حقول الذرة» cornfield sailors.
إن جامعة بيردو هي الجامعة المهيمنة على 18 تصنيفات فرق بالرابطة الوطنية لرياضة الجامعات الواقعة بولاية إنديانا NCAA، وتتنوع هذه الفرق ما بين فرق لرياضة كرة القدم وأخرى لرياضة كرة السلة، وسباق الضاحية، والتنس، والمصارعة، والجولف، وكرة الطائرة وغيرها من الألعاب الرياضية. كما أن جامعة بيردو هي أحد الأعضاء المؤسسين لمؤتمر «العشرة الكبرى»؛ إذ لعبت دوراً محورياً في المساعدة على تأسيسه. والجدير بالذكر أن المنافسين التقليديين في مؤتمر العشرة الكبرى هم" فريق "هوسير إنديانا" –فريق جامعة إنديانا، وفرق "المحارب الإليني" الرياضية المٌمَثِلة لجامعة إلينوي، وفرق "مقاتلي نوتردام الأيرلنديون" –فرق الإسكواش بجامعة نوتردام.
يمثل فريق «صناع المراجل» جامعة بيردو ضمن المستوى الأول ل«تقسيم بول لكرة القدم» FBS التابع ل«الرابطة الوطنية لرياضة الجامعات». ويشغل داريل هازل منصب المدير الفني الحالي للفريق، وهو المدرب رقم 35 في تاريخ الجامعة. تُلعب مباريات الإياب على ملعب «روس أد» بالحرم الجامعي بلافييت الغربية. وينافس فريق «صانع المراجل» في مؤتمر «العشرة الكبرى» كعضو في الشعبة الغربية. ومع سجل 48-515-592، فإن جامعة بيردو هي الجامعة رقم 43 بين أكثر الجامعات انتصارًا في الرابطة الوطنية لرياضة الجامعات وتقسيم بول لكرة القدم.
كان فريق جامعة بيردو فريقاً أساسيًا مشاركاً بمؤتمر «العشرة الكبري» من العام 1937 إلى العام 1972. وفي عام 1937 أصبح فريق جامعة بيردو ضمن المستوى الأول ل «تقسيم بول لكرة القدم»، المستوى الذي أصبح تقسيماً فرعياً يندرج ضمن المستوى الأول (D-I) من 1978 إلى عام 2006، وأصبح ضمن «تقسيم بول لكرة القدم» من عام 2006 وحتى الآن. فاز فريق «صناع المراجل» ب64 موسماً في تاريخه الرياضي؛ فمن بين 19 موسماً فاز الفريق بثمانية انتصارات أو أكثر؛ وانتصر الفريق تسع مرات على الأقل في 10 مواسم؛ كما فاز بعشرة انتصارات أو أكثر في موسم واحد فقط. ومن بين هذه الحملات الناجحة كان لجامعة بيردو خمس مواسم لم تهزم فيها خلال تاريخها؛ إذ انتصرت في مبارياتها عام 1891 بنتيجة (4-0)، وعام 1892 بنتيجة (8-0)، وعام 1992 بنتيجة (8-0) وعام 1929 بنفس النتيجة، وفي عام 1932 بنتيجة (1-0-7)، ونتيجة (9-0) عام 1943. والجدير بالذكر أن فريق «صناع المراجل» قد فاز بإجمالي 12 بطولة في تاريخه، منهم أربعة بطولات في منافسات «اتحاد إنديانا الرياضي بين الكليات»، وثمان ألقاب أخرى في المنافسات ضمن «مؤتمر الثمانية الكبرى».
إن فريق جامعة بيردو لكرة السلة ينافس ضمن فرق المستوى الأول في تقسيم الرابطة الوطنية لرياضة الجامعات، كما أنه عضو في «مؤتمر العشرة الكبرى». وفي عام 2005، تولى مات باينتر أولى مناصبه كمدير فني لفريق كرة السلة بجامعة بيردو في لافييت الغربية. تولى باينتر مهمة تدريب الفرق بعد أفضل مدرب في تاريخ الجامعة –جين كيدي؛ ليصبح ثاني لاعب كرة سلة بجامعة بيردو بفريق «صانع المراجل» يتولى منصباً قيادياً. إن فريق جامعة بيردو هو أفضل الفرق في «مؤتمر العشرة الكبرى»؛ إذ حقق أكبر عدد من البطولات بفوزه 22 مرة. وصعدت فرق جامعة بيردو «صناع المراجل»، ضمن أفضل أربع فرق تشارك في نهائي بطولات الرابطة الوطنية لرياضة الجامعات، كما فازت تلك الفرق ببطولات وطنية أخرى معترف بها –غير تابعة للرابطة الوطنية لرياضة الجامعات، في موسم عام 1932. وقد كرمت منظمة هيلرمز الرياضية –مؤسسة رياضية مقرها لوي أنجلوس، فرق جامعة بيردو على إثر تلك الانتصارات.
باللإضافة إلى ذلك، فقد اختارت المؤسسة أكثر من 30 لاعبًا لكرة السلة لإرسالهم للرابطة الوطنية لكرة السلة (الدوري الأمريكي لكرة السلة للمحترفين)، من بينهم لاعبان اختارتهم الرابطة الوطنية لكرة السلة بالفعل كلاعبي كرة سلة محترفين. يُعد فريق جامعة إنديانا العدو اللدود على مستوى الولاية والمُنافس الدائم لفريق «صناع المراجل». كان فريق «صناع المراجل» متفوقاً على نظيره فريق جامعة إنديانا في عدد الانتصارات؛ إذ حقق الأول عدد انتصارات عددها 112 مقابل 88 انتصارًا لفريق جامعة إنديانا. وإن كل من هذين الفريقين قد حققوا عدد انتصارات لم يحظ بها غيرهم من الفرق المشاركة ب«مؤتمر العشرة الكبرى»؛ بإحرازهم 27 تفوقاً على غيرهم من الفرق.
يفوز فريق جامعة بيردو باستمرار علي غيره من الفرق الممثلة للكليات المشتركة ب«مؤتمر العشرة الكبرى». وتمتلك جامعة بيردو واحدة من عدد قليل من البرامج الرياضية التي لا تلقى تمويلاً من رسوم الطلاب أو تلقى دعماً من الجامعة.

### الهيئة الطلابية
تعمل شعبة جامعة بيردو للتنوع والشمول على توفير الريادة لبناء مجتمع أكثر تنوعاً وشمولاً بالحرم الجامعي؛ وذلك للجمع بين موارد المراكز الثقافية والبرامج المتنوعة بجامعة بيردو.
وفي العام الماضي، وفد 8.562 طالبًا من 126 دولة مختلفة من حميع أنحاء العالم للدراسة بجامعة بيردو. وبين العامي 2012 و 2013، كان من بين 39.256 طالب، عدد 19.689 طالب فقط مقيم بولاية إنديانا. وبدءاً من عام 2013، بلغ التنوع العرقي من الهيئة الطلابية الجامعية بالولايات المتحدة نسبة 5.7 % أسيويين، و 4.4 % من أصل أسباني أو لاتيني، و 0.4 % أمريكيون أفارقة وسود –الطلاب الأمريكيين والكنديين من أصل إفريقي جنوب الصحراء الكبرى. وبالإضافة إلى ذلك، فإن من بين طلاب المرحلة الجامعية، كانت نسبة الإناث 42.6 %. كما تشكل الأقليات المحلية نسبة 10.8 % من إجمالي عدد الطلاب الجامعيين، ومن هذه النسبة  تمثل الإناث 37.3 %. يمثل الطلاب الدوليين نسبة 22% من مجموع الطلاب؛ حيث يمثلون 126 دولة حول العالم. والجدير بالذكر أن سكان ولاية إنديانا لا يشغلون سوى نسبة 75% من إجمالي عدد طلاب الدراسات العليا والطلاب المهنيين. ويحضر حوالي 70% من طلاب الدراسات العليا وتقريباً جميع الطلاب الجامعيين محاضراتهم بانتظام كامل. إن معايير الاختيار بجامعة بيردو هي معايير «أكثر انتقائية» كما وصفتها مجلة «يو إس نيوز» و «وورلرد ريبورت» في تصنيفهما السنوي للجامعات الأمريكية.

### السكن الجامعي
يعيش حوالي ثلث الطلاب الجامعيين بالحرم الجامعي في لافييت الغربية بالمساكن الطلابية التابعة للجامعة. ويعيش باقي الطلاب في منظمات الإخاء للطلاب، أو منظمات الإخاء للطالبات أو سكن خاص خارج الجامعة. ويختار المقيمون بالسكن الأعضاء الجدد. يوجد أكثر من 11.844 سكن مُتاح لطلاب المرحلة الجامعية وطلاب الدراسات العليا، ويوجد أيضًا سكناً لأسر الطلاب الذين اختاروا العيش في الحرم الجامعي. يمثل أعضاء نوادي الرجال والنساء بالجامعة حوالي 16 % من الهيئة الطلابية.
تدير جامعة بيردو 15 مبناً منفصلاً لطلابها الجامعيين وطلاب الدراسات العليا؛ والمباني السكنية الموجودة بالجامعة هي: مبنى كاري –الرباعي الشكل (بالإنجليزية: Cary Quadrangle)، ومبنى إيرهارت (بالإنجليزية: Earhart Hall)، أبراج «فيرست استرييت» (بالإنجليزية: First Street Towers)، ومبنى هاريسون (بالإنجليزية: Harrison Hall)، مبنى هوكينز (بالإنجليزية: Hawkins Hall)، مبنى هيلنبراند (بالإنجليزية: Hillenbrand Hall)، ووحدة هيلتوب السكنية (بالإنجليزية: Hilltop Apartments)، ومبنى مكوتشون (بالإنجليزية: McCutcheon Hall)، مبنى ميريديث (بالإنجليزية: Meredith Hall)، مبنى أوين (بالإنجليزية: Owen Hall)، ومجمع بيردو السكني (بالإنجليزية: Purdue Village)، ومبنى جرييف (بالإنجليزية: Shreve Hall)، مبنى تاركينجتون (بالإنجليزية: Tarkington Hall)، مبنى إيلي (بالإنجليزية: Wiley Hall)، ومبان ويندسور للإقامة الجامعية (بالإنجليزية: Windsor Halls).
ومن القاعات السكنية ما هو مخصص للطلاب الذكور فقط مثل مبنى كاري، مبنى تاركينجتون؛ ومنها ما هو مخصص للطالبات فقط مثل مبنى ويندسور؛ وباقي المبان هي مبان مختلطة. وقد تم افتتاح أجدد مبنى سكني -أبراج فيرست سترييت بالجامعة عام 2009.يوجد بجامعة بيردو أكثر من 12 منظمة إخاء للطلاب؛ منهم 5 للطلاب الذكور، و7 للطالبات. ومنظمات الإخاء للطلبة هي: Circle Pines, Fairway, Marwood, Chauncey, and Gemini. والمنازل التعاونية للطالبات هي: Ann Tweedale, Glenwood, Twin Pines, Maclure, Stewart, Devonshire, and Shoemaker. يدير مجلس بيردو التعاوني جميع المرافق السكنية للطلاب في الجامعة، ويتزعم مجلس بيردو التعاوني الطلاب أنفسهم القاطنين بالمرافق السكنية. يوفر النظام التعاوني بالجامعة تكلفة أقل بكثير عن غيره من الأنواع الأخرى من المرافق السكنية؛  وذلك بسبب ما يقوم به الأعضاء من دور فعال في تبادل المهام المنزلية وكذلك تولي الطلاب مهمة الطهي بأنفسهم، على خلاف التعاقد مع موظفين يقومون بمهام النظافة والطهي.
تستضيف جامعة بيردو ثالث أكبر جالية يونانية في البلاد، مع ما يقرب من 5.000 طالب يشاركون في واحدة من 46 نادي طلاب أو نادي طالبات واحد من ال29 القائمين. إن العديد من الخريجين المتميزين هم كذلك أعضاء بمنظمات الإخاء الطلاب ومنظمات الإخاء للطالبات. إن نظام جامعة بيردو لاستضافة الجاليات اليونانية هو نظام قوي للغاية،  إذ يعمل في شتى الجوانب ما بين مجلس الإخاء المشترك للطلاب بالجامعة، وعموم اليونان، والعديد من المؤسسات الخيرية الناجحة جداً. ومثال ذلك منظمة «ريتا تاو ألف» و «بيج مان» بالحرم الجامعي قاموا بجمع أكثر من 125.000 دولار بفضل مساعدة سائر المجتمع اليوناني. وفي نفس الوقت فإنها تستفيد من التوعية بسرطان الثدي والأبحاث. إن كل منظمة لديها عمل خيري وطني خاص بها بحيث تقوم بتكريس جهودها تجاه قضية معينة، بمشاركة العديد من المنظمات. وإلى جانب الأعمال الخيرية، فإن اليونانيين بجامعة بيردو يتضطلعون بمهام عديدة في شتى المجالات مثل دورهم كمرشدين اجتماعيين للأطفال، وشاركون بماراثون الرقص بجامعة بيردو، وبرنامج «ويلر جولد رش» –أكبر برامج التوجية التي تنظمها طلاب في الولايات المتحدة، وحكومة بيردو الطلابية، بالإضافة إلى العديد من الأنشطة المختلفة بالجامعة.

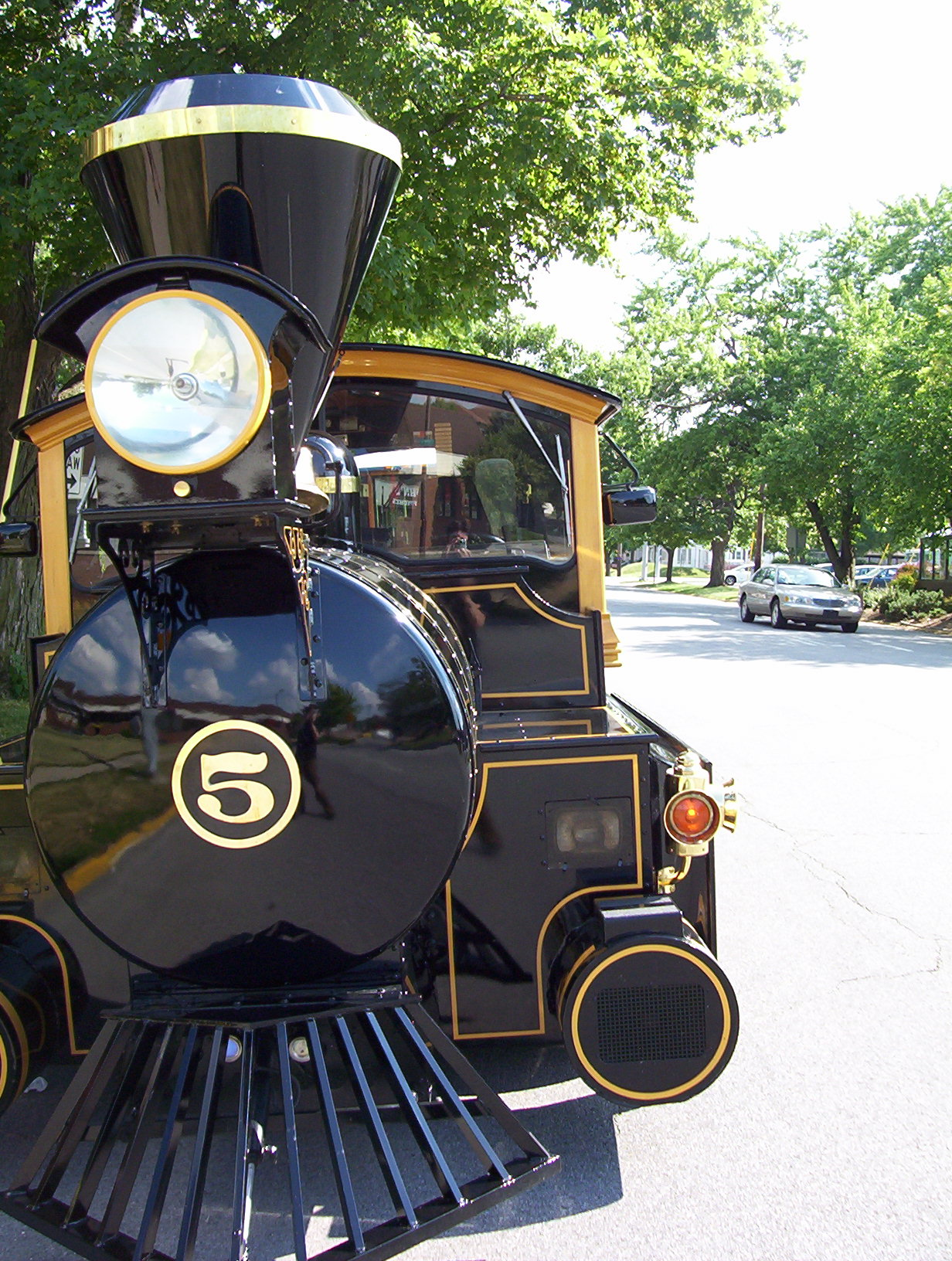
حرز جامعة بيردو الرسمي

### وسائل الإعلام
إن جريدة «أنصار بيردو» الطلابية المستقلة، هي الجريدة الأكثر رواجاً بين الجرائد التي تصدرها كليات بولاية إنديانا؛ إذ تبلغ مبيعاتها أكثر من 17.500 نسخة خلال السنة الدراسية الواحدة. بالإضافة إلى ذلك، فإن جامعة بيردو قامت بنشر كتاب سنوي أسمته «الحُطام» (بالإنجليزية: the Debris) من العام 1889 إلى العام 2008. تمتلك جامعة بيردو محطة WBAA_FM الإذاعية، وتعمل المحطة على تردد 920 كيلو هرتز من خلال البث الإذاعي AM، وعلى تردد 101.3 ميجا هيتز عبر البث الإذاعي FM. تقع استوديوهات جامعة بيردو في قاعة إدوارد إليوت الموسيقية الواقعة في الحرم الجامعي، بينما تقع أجهزة الإرسال في لافييت بإنديانا. إن إذاعة WBAA-FM هي أطول محطة إذاعية بولاية إنديانا وتعمل بلا توقف، وقد تم ترخيصها في 4 إبريل عام 1922.
تبث محطة WBAA الإذاعية، الإذاعة الوطنية العامة NPR، وكذلك الأخبار والبرامج الإذاعية على مدار اليوم. تبث إذاعة AM موسيقى الجاز بينما تبث إذاعة FM الموسيقى الكلاسيكية طوال الليل.
يوجد أيضاً العديد من المحطات الإذاعية الأخرى بالجامعة. وفي الوقت الحالي، تعمل ثلاث محطات إذاعية من خلال المباني السكنية بالحرم الجامعي، ومن خلال الاتصال بالإنترنت. فالمحطة الإذاعية WCCR تبث من مبنى كاري السكني، حتى لايتم التداخل بينها وبين المحطات الإذاعية الأخرى مثل إذاعة WCCR-FM و WCCR-LP بالولايات الأخرى. وتُبث إذاعة WILY من مبنى ويلي السكني، ويتم بث إذاعة WHHR من قاعة هاريسون. كما توجد محطة إذاعية رابعة خاصة بالطلاب تدعى «النادي الإذاعي لطلاب بيردو»، ويتم بثها من اتحاد جامعة بيردو التذكاري، ويكون بثها على التضمين AM منخفض القدرة، مع الحاجة للاتصال بالإنترنت.
إن W9YB هي إشارة النداء لهواية الراديو (الاسلكي) بجامعة بيردو. كما أنها تحمل لقب واحدة من أكبر وأنشط محطات هواية الراديو بالولايات المتحدة الأمريكية. كما تشارك W9YB بفاعلية في إدارة الطوارئ لمنطقة مقاطعة تيبيكانوي، كما تحافظ على استعدادها التام مع أعضائها لتقديم المساعدة.

## شعارات وتقاليد جامعة بيردو

### صناع المراجل
أصبح لقب «صناع المراجل» الخاص بفرق جامعة بيردو الرياضية، مرجعاً مألوفاً لكل ما بجامعة بيردو. وكان أول من استخدم هذا اللقب هو أحد الصحفيين عام 1981 عندما وصف فريق كرة القدم الفائز للعام نفسه، وسرعان ما لاقى هذا اللقب استحسان من الطلاب.

### الأحراز، الشعارات، والألوان
ظهرت الكثير من الأحراز لدعم فرق «صناع المراجل» خلال 130 عامًا منذ تأسيس الجامعة، بما في ذلك: فرق صناع المراجل المتميزين "Boilermaker Special"، و«بيردو بيتي» Purdue Pete، وفي الآونة الأخيرة ظهر المشاكس "Rowdy". ظل شعار «صناع المراجل المتميزين»، هو الحِرْز الرسمي لفِرق جامعة بيردو الرياضية حتى عام 1940، وقد صمم على هيئة قاطرة بخارية، وفي وقت سابق كان قد تم تصميمه للتعبير عن البرامج الهندسية التي تقدمها الجامعة؛ يتولى تشغيل وصيانة تلك القاطرة أعضاء نادي «المُقَوّرَة» بجامعة بيردو.
يعد حِرْز «بيردو بيتي» أحد أكثر الأحراز المعترف بها في جامعة بيردو. وفي عام 2005، تم تنصيب تمثال «صناع المراجل»، البالغ طوله 18 قدمًا (5.5 متر) قبالة ملعب «روس أد».
وفي خريف عام 1887، اعتمدت جامعة بيردو اللون الأصفر الغامق –لون الذهب القديم، واللون الأسود كألوان أساسية تستخدمها الكلية في شعاراتها.
رأي بعض لاعبي فريق كرة القدم الأساسي بجامعة بيردو ضرورة تمييز الفريق بألوان مختلفة، ولأن أبرز وحدة ملاعب آنذاك كانت «برينستون»؛ فقد تم تبني ألوانها. وإن كان بعض الأشخاص في واقع الأمر يعتبرون ألوان وحدة ملاعب «برينستون» –اللونين البرتقالي والأسود، على أنه أصفر وأسود. حبذ الفريق اللون الأصفر الغامق –لون الذهب القديم، أكثر من اللون الأصفر، كما أبقوا على اللون الأسود؛ ومنذ ذلك الحين ولاتزال تلك الألوان تحلق في أرجاء جامعة بيردو.

### خَتْم الجامعة

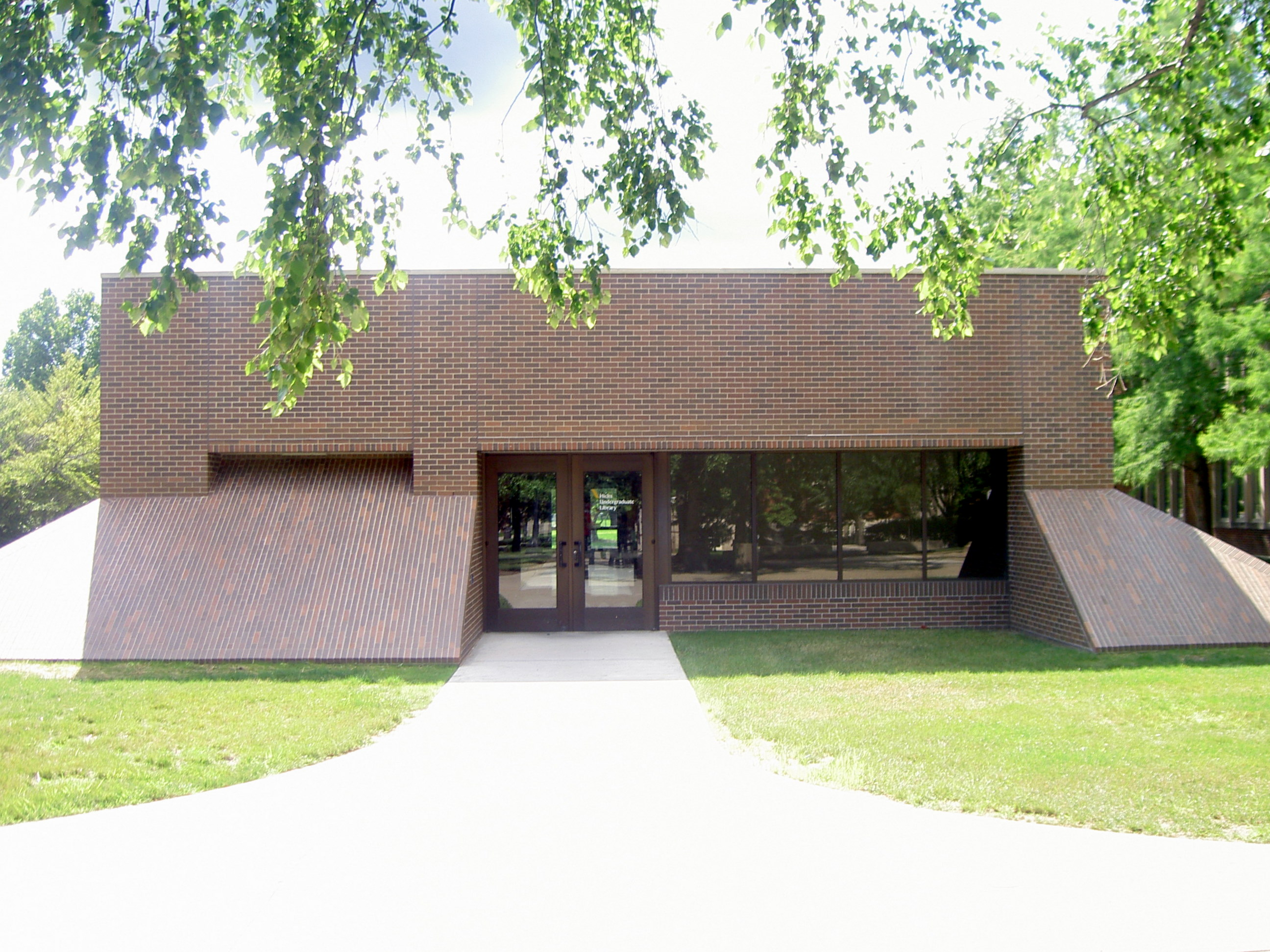
مكتبة الطلاب بجامعة بيردو

في عام 1969، وأثناء الذكرى المئوية على إنشاء جامعة بيردو، تم الإفصاح عن ختم الجامعة الرسمي. اعتمد مجلس الأمناء ختم جامعة بيردو، الذي صممه البروفسور آل غوان في وقت سابق إبان وجوده بجامعة بيردو. حل هذا الختم محل آخر كان يُستخدم طوال ال73 عاماً الماضيين، غير أن مجلس الأمناء لم يكن صدق عليه من قبل.

### أغنية الجامعة
إن أغنية جامعة بيردو الرسمية هي الأغنية الحماسية «السلام عليك يا بيردو»، ألف موسيقى الأغنية الخريجون إدوارد وتاوا، وألف كلماتها جيمس موريسون. وتُعد هذه الأغنية «أغنية بيردو الحربية». وفي عام 1913، اشترت الجامعة حقوق الطبع والنشر للأغنية، وتم إهداؤها للفريق الرياضي المُمثل لجامعة بيردو.

### سباق الجائزة الكبرى
إن سباق الكارتينغ، المكون من 160 لفة (50 ميل)، هو «أعظم حدث في سباقات الجامعات»، ويختتم «أسبوع المهرجانات» Gala Week كل عام بهذا الحدث. إن العربات ال33 المُستخدمة في السباق هي عربات صنعتها بالكامل الفرق الطلابية. والجدير بالذكر أن الأموال التي يُدرها تلك الحدث تذهب بالكامل لصالح المنح الدراسية الطلابية منذ عام 1958، وهو العام نفسه الذي بدأ فيه سباقات الكارتينغ.

### الدلو البلوطي القديم

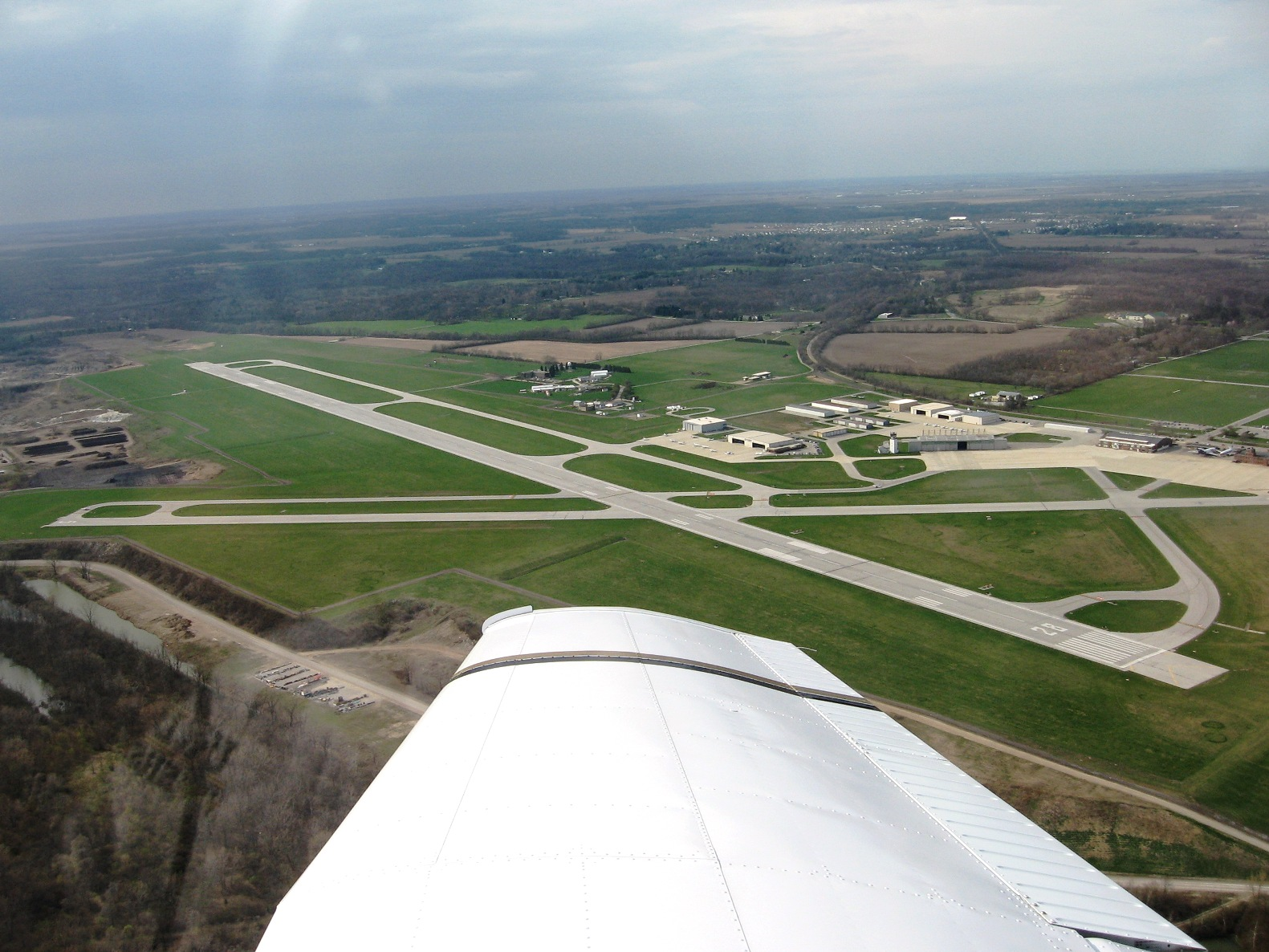
مطار بيردو

إن «الدلو البلوطي» هو واحد من أقدم جوائز كرة القدم في البلاد، وقد عُثر عليه في مزرعة بجنوب ولاية إنديانا. إن الفائز من فريق كل من جامعة بيردو أو جامعة إنديانا في دوري كرة القدم الأمريكية السنوي، يحصل على سلسلة برونز «بي» أو «إل»، كما يحافظ على كأس «الدلو البلوطي» حتى المواجهة التالية. ومن المفارقات فإن أول منافسة بين الفريقين عام 1925 انتهت بتعادل كل منها (0-0)، مما أدى إلى تغيير الحلقة الأولى من السلسلة البرونزية لتصبح «أي بي». وفي الوقت الحالي، فإن فريق جامعة بيردو هو المتصدر بين فرق الجامعات بعدد نقاط (57-27-3).

### برنامج بويلر غولد رش
إن «بويلر غولد رش» (BGR) هو برنامج توجيه للطلاب الجدد المُلتحقين بجامعة بيردو. يقام تلك البرنامج سنوياً قبيل كل فصل خريف، لتسهيل عملية الالتحاق بالنسبة للطلاب الجدد، وتوجيههم إلى حياة جامعية ناجحة. شكل روجر شارييت برنامج «بويلر جولد رش» عام 1933. وفي العام الأول، فإن إدارة شارييت التي سميت فيما بعد باسم «معسكر الذُرة» Corn Camp، ضمت 100 طالب فقط وحوالي 15 موظفًا. ومنذ عام 1993، تغير اسم البرنامج من «معسكر الذُرة» إلى «بويلر غولد رش». وقد بدأت المؤسسة نشاطها في مبنى كاري السكني، ثم نقلت نشاطها فيما بعد لمكتب التسجيل والقبول بالجامعة، وانتهى المطاف بالبرنامج إلى أن أصبح جزءًا من برامج التوجيه والطلاب الجدد بالجامعة (ONSP)، التي تبعث بتقاريرها لمكتب إدارة التسجيل بالجامعة. ينسق مكتب «التحاق، وانتقال، ونجاح الطلاب» برنامج «بويلر جولد رش»؛ وفي عام 2012، كان الطلاب المشتركين بالبرنامج قد بلغ عددهم أكثر من 5.500 طالب.
ومن أهم التغييرات الهامة الأخرى، ميعاد البرنامج الذي أصبح قبيل بدء الفصل الدراسي في فصل الخريف مباشرة. يقطن الطلاب في الغرف نفسها التي سيقيمون بها بقية عامهم الدراسي، وهو أمر لم يكن يحدث في السنوات القليلة الأولى لتطوير البرنامج.
تشمل برنامج نشاطات برنامج «بويلر جولد رش» عروض خطابية من مُختلف المؤسسات الأكاديمية والثقافية والمهنية والأمنية داخل الحرم الجامعي، بالإضافة إلى جولات داخل الحرم الجامعي يشرف عليها قادة يشرفون على فرق طلابية، والقيام بنزهات أكاديمية لطلبة الكليات، وأيضًا عقد اجتماعات للحديث عن الاهتمامات، وعقد جلسات ليلية في نبتى اتحاد طلاب بيردو التذكاري، ومركز الترفية الرياضي، والمتاجر المحلية، والتجمع الحماسي الرياضي.

### منتدى الإفطار
ينظم بعض طلاب وخريجي جامعة بيردو حفل شراب قبل بدء مباريات كرة القدم على أرض الجامعة، فيما يشبه «التجمع الحماسي الرياضي» وحفل الهالويين؛ إذ يرتدي الطلاب والخريجيين رداء الهالويين التقليدي والأزياء يدوية الصنع. إن منتدى الإفطار يلعب دورًا رئيسيًا خلال موسم كرة القدم الرياضي بالجامعة، كما يعُد -بشكل غير رسمي- جزءًا لا يتجزأ من التقاليد المُتعارف عليها بجامعة بيردو. يتم تكريم العديد من مشجعي فرق بيردو الرياضية –صناع المراجل؛ إذ يستيقظون الساعة الخامسة صباحًا يوم السبت ويصطفون في مركز «تشونسي هيل» و «ذا لييفي» التجاريين في تمام السادسة صباحًا. كما يشارك «منتدي الإفطار» في احتفاليات «سباق الجائزة الكبرى» السنوي في أبريل (نيسان).

## أعلام جامعة بيردو

### أعضاء هيئة التدريس
بحلول خريف عام 2007، أصبحت منظومة جامعة بيردو في جميع أنحاء الولاية تضم إجمالي عدد 2.563 عضو هيئة تدريس دائم وغير دائم، بعد أن كان عددهم 6 في سنة افتتاحها عام 1874، وكان عدد أعضاء هيئة التدريس والموظفين بالجامعة ككل 18.872. ومن بين أعضاء هيئة التدريس الحاليين: شريرام شانكار أبهيانكار Shreeram Shankar Abhyankar -عالم الرياضيات المعروف بإسهاماته في نظرية الفردية (بالإنجليزية: singularity theory)؛ والعالم الأمريكي أردن لي بيمينيت الابن Arden L. Bement Jr. -مدير مؤسسة العلوم الوطنية؛ وجراهام كووكس Graham Cooks -أستاذ الكيمياء البارز بجامعة بيردو؛ وجوزيف فرانسيسكو Joseph Francisco-رئيس الجمعية الكيميائية الأمريكية وأستاذ بارز في علوم الأرض والغلاف الجوي والكيمياء؛ ودوجلاس كومر Douglas Comer -المعروف بإسهاماته في مجال الحاسب الآلي والإنترنت؛ ولويس دي برانجز دي بوريسيا Louis de Branges de Bourcia –عالم الرياضيات الفرنسي المشهور بإسهاماته في إثبات المعادلة الرياضية Bieberbach conjecture؛ وأي إيتشي ينجيتشي Ei-ichi Negishi –عالم الكيمياء العضوية الحائز على جائزة نوبل؛ وفيكتور راسكين Victor Raskin –عالم اللغويات البارز بالجامعة، ومايكل روزمان Michael Rossmann –عالم الفيزياء الألماني الذي رسم بالتفصيل هيكل الفيروس المُسبب للزكام الذي يصيب الإنسان؛ وليام جاميسون Leah Jamieson –الأستاذ بقسم الهندسة الكهربائية والحاسب بالجامعة؛ وجيمس مولر James L. Mohler –له عدة كتيبات عن الجرافيكيات الحاسوبية؛ وجي ميلوش H. Jay Melosh –عالم الفيزياء الأرضية الأمريكي المُتخصص في «تأثير البراكين».يضم أعضاء هيئة التدريس الدائمين بجامعة بيردو: ستة عمداء للكليات، نائبين للعمداء، ومساعدين للعمداء، و63 رئيس لأقسام كليات الجامعة، 753 أستاذ جامعي، و547 مُعيد، 447 أستاذ مُساعد. وتوظف حاليًا جامعة بيردو 892 عضو هيئة تدريس غير دائم، ومحاضرين، وممن أتموا حصولهم على شهادة الدكتوراة في حرمها الجامعي بلافييت الغربية. وزيادة على ذلك، توظف جامعة بيردو 691 عضو هيئة تدريس مثبت وعدد 1.021 عضو هيئة تدريس غير مثبت، ومحاضرين، وممن أتموا حصولهم على شهادة الدكتوراة في أحرامها الجامعية الإقليمية ومجالات التكنولوجيا على مستوى الولاية.
حصل اثنان من أعضاء التدريس أثناء عملهم بجامعة بورود على جائزة نوبل هما: أي إيتشي نيجيشي Ei-ichi Negishi –عالم الكيمياء العضوية؛ والكيميائي الأمريكي هيربرت براون. وككل، فقد ارتبط طلاب وباحثين وأعضاء هيئة تدريس حاليين وسابقين بعد حصولهم على 13 جائزة نوبل في خمس مجالات مختلفة. ومن أعضاء هيشة التدريس الجديرين بالذكر في القرن الماضي: مُصمم جسر غولدن غيت (جسر البوابة الذهبية)، تشارلز ألتون إيليس Charles Alton Ellis؛ وليليان إيفيلين مولر Lillian Evelyn Moller Gilbreth –خبيرة في الكفاءة؛ هارفي واشنطت ويلي Harvey Wiley –أحد دعاة السلامة الغذائية؛ أميليا إيرهارت Amelia Earhart –أحد رواد الطيران الأمريكي؛ والمخترع الكندي ذو التجارب الرائدة في عالم الراديو، ريجنالد فيسيندين Reginald Fessenden؛ وأيضًا يرام ساركس Yeram S. Touloukian –مؤسس مركز البحوث للخصائص الحرارية الفيزيائية.

### أبرز الخريجيين

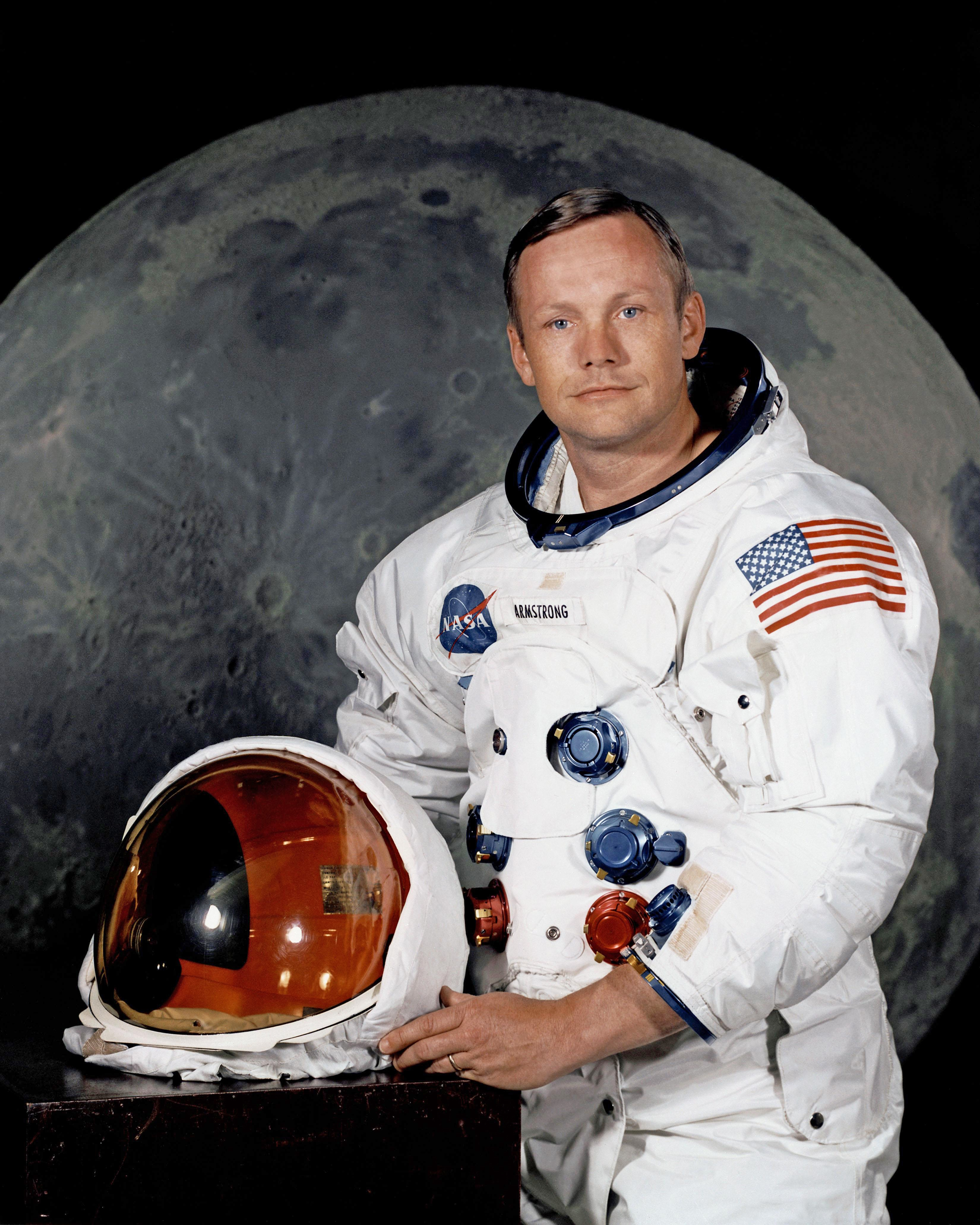
نيل أرمسترونج

ترك خريجو جامعة بيردو بصمة في العديد من المجالات خاصة مجالي العلوم والصناعات الهندسية. وقد حاز اتحاد خريجي جامعة بيردو على أكثر من 15.000 براءة اختراع بالولايات المتحدة. وقد نجحت جامعة بيردو في إعداد 23 رائد فضاء؛ منهم غوس غريسوم Gus Grissom –أول شخص تم إطلاقة بشكل عمودي للفضاء؛ ونيل أرمسترونج Neil Armstrong –أول من مشى على القمر؛ ويوجين سيرنان Eugene Cernan- أخر من سار على سطح القمر. إن أكثر من ثلث الرحلات الفضائية المأهولة التابعة لوكالة الفضاء ناسا، تضم خريج على الأقل من جامعة بيردو كأحد أفراد الطاقم.
وفي مجال العلوم، فقد حصل العديد من خريجي جامعة بيردو على جائزة نوبل في الفيزياء أمثال: إدوارد بورسيل Edward Mills Purcell، وبن روي موتيلسون Ben Roy Mottelson. بالإضافة إلى ذلك، فقد حصل بعض خريجيها على جائزة نوبل في الكيمياء مثل أكيرا سوزوكي Akira Suzuki. ومن الخريجين الجديرين بالذكر في مجال العلوم: رائد علم الإنساليات (الروبوتيات) وتكنولوجيا التحكم عن بعد توماس شيريدان Thomas B. Sherida، وأيضًا إيان موردوك Debian Ian Murdock-مؤسس توزيعة ديبيان وبروجيني لينكس سيستمز؛ وكذلك المؤسس الرئيس والمساهم الأصلي في برامج الأسلحة النووية بالصين، الفيزيائي دينج دياشيان Deng Jiaxian (بالصينية: (simplified Chinese: 邓稼先; traditional Chinese: 鄧稼先، وعالم الكيمياء الحيوية إدوين ميرتز Edwin T. Mertz –يرجع له الفضل في اكتشاف الذُرة والفاصوليا عالية اللايسين أو البروتين.
وفي مجال الاقتصاد والأعمال، أنتجت الجامعة خريجين أمثال: ستيفين بيكتل Stephen Bechtel, Jr، صاحب شركة بيكتل –أكبر شركة للبناء والهندسة بالولايات المتحدة؛ ورئيس بنك الاحتياطي الفيدرالي جيفري لاكر Jeffrey Lacker؛ وأورفيل ريدينباتشر Orville Redenbacher –خبير زراعة الفيشار. وفي عام 2010، كشف بلومبرج أيضًا أن جامعة بيردو هي أحد الجامعات الأمريكية التي عمل غالبية خريجيها كمسؤولين تنفيذيين في أفضل 500 شركة حسب تصنيف مؤسسة ستاندرد & بورز "Standard & Poor's"؛  وكان من بين هؤلاء المديرين: جريجوري واسون –الرئيس التنفيذي لشركة والغرين؛ ومارك ميلر –رئيس مجلس إدارة ستيرسايكل؛ وتشارلز دايفيدسون –الرئيس التنفيذي لشركة نوبل إينيرجي؛ وصمويل ألين الرئيس التنفيذي لشركة ديري آند كومباني –أكبر الشركات المُصنعة للآلات الزراعية في العالم؛ ودونالد طومسون –رئيس شركة ماكدونالدز؛ وجون مارتن –رئيس مجلس الإدارة لشركة جيليد للعلوم.
ومن ناحية أخرى، ففي محوري الحكومة والثقافة كان من بين خريجي جامعة بيردو رئيس الوزراء المصري السابق عصام شرف Essam Sharaf؛ والكاتب والروائي الأمريكي بووث تاركينجتون Booth Tarkington ؛ وجون ماك كوتشون John T. McCutcheon –عميد رسامي الكاريكتير الأمريكيين؛ وكلاهما حائزين على جائزة بوليتزر؛ والمخرج السينمائي والمسرحي توم موور Tom Moore؛ وصاحب ومدير مؤسسة راند، جيمس طومسون James Thomson؛ وبريان باتريك لامب Brian Lamb –المؤسس ورئيس مجلس الإدارة لشبكة سي-سبان الإخبارية؛ وكذلك هاري ليزلي Harry G. Leslie –الحاكم السابق لولاية إنديانا؛ وكيرك فوردايس Kirk Fordice – الحاكم السابق لولاية مسيسيبي؛ وإيرل باتز Earl L. Butz -وزير الزراعة السابق بالولايات المتحدة؛ وبيرش بايه Birch Bayh –العضو السابق بمجلس الشيوخ الأمريكي؛ وأيضًا هيرمان كاين Herman Cain –مرشح الرئاسة لعام 2012 بالولايات المتحدة؛ وديفيد ماكينلي David McKinley–عضو الكونغرس الأمريكي الحالي لولاية فيرجينيا الغربية؛ والجنرال الصيني صن لي جن Sun Liren بحزب الكومينتانغ (الحزب الوطني الشعبي الصيني (؛ وأنطوني ميلر، Anthony W. Miller –نائب وزير التعليم بالولايات المتحدة؛ ورئيس جامعة شيكاغو، هوجو زوننشاين Hugo F. Sonnenschein.
وفي المجال الرياضي؛ فقد تخرج من جامعة بيردو مدرب كرة السلة الشهير، جون روبرت وودن John Wooden؛ ولاعبي كرة السلة الأمريكيين: ستريتش مورفي Stretch Murphy، بيجي لامبرت Piggy Lambert، ريك موينت Rick Mount –تم تكريمهم بقاعة مشاهير كرة السلة؛ وكذلك أبطال الدوري الأمريكي لكرة السلة للمحترفين (NBA): بول هوفمان Paul Hoffman، هيرم جيليام Herm Gilliam، فرانك كندريك Frank Kendrick، جيري لي سيشتينج Jerry Sichting، غلين روبنسون Glenn Robinson، وبريان كاردينال Brian Cardinal. ومن خريجي الجامعة أيضًا، المشاركين بالبطولة السنوية لأبرز النجوم التي تنظمها الرابطة الوطنية لكرة السلة (NBA): غلين روبنسون Glenn Robinson، برادلي ألان ميلر Brad Miller، تيري ديشنجر Terry Dischinger، وجواري كارول Joe Barry Carroll.
لدى جامعة بيردو ثلاثة مهاجمين يشاركون في المباراة النهائية بدوري كرة القدم الأمريكية (سوبر بول) (بالإنجليزية: Super Bowl)؛ وهم: درو بريس Drew Brees، بوب غرييس Bob Griese، ولين داوسون Len Dawson. بالإضافة إلى ذلك، فقد كان من ضمن الفريق المشارك في المباراة النهائية بدوري كرة القدم الأمريكية 19 خريج من جامعة بيردو؛ منهم 12 لاعبًا شاركوا في وقت مسبق بمباراة سوبر بول.
وقد فاز المدرب هانك سترام Hank Stram–خريج من جامعة بيردو- ببطولة سوبر بول الرابعة Super Bowl IV؛ كذلك انتصر ريان جوزيف نيومان Ryan Newman ببطولة «دايتونا 500» لسباق السيارات. والجدير بالذكر أن ريان حائز على شهادة البكالريوس في هندسة هياكل السيارات بجامعة بيردو.
إن مركز بيردو للخريجين يعد بمثابة «الإطار» لخريجي جامعة بيردو؛ فهذا المبنى البالغ مساحته 67.000 قدم مربع (6.200 متر مربع)، يضم جميع مكاتب اتحاد خريجي بيردو وكذلك مكاتب تطوير الأداء الجامعي. وزيادة على ذلك، يعد مركز بيردو للخريجيين المقصد ومنطقة التجمع لأعضاء رابطة خريجي بيردو البالغ عددهم 68.000 وأكثر من 410.000 خريج على قيد الحياة.

## روابط خارجية
- الموقع الرسمي
- موقع رياضيو بيردو
- "Purdue University". الموسوعة الأمريكية. 1920. {{استشهاد بموسوعة}}: يحتوي الاستشهاد على وسيط غير معروف وفارغs: |HIDE_PARAMETER15=، |HIDE_PARAMETER4=، |HIDE_PARAMETER2=، |HIDE_PARAMETER21=، |HIDE_PARAMETER8=، |HIDE_PARAMETER17=، |HIDE_PARAMETER20=، |HIDE_PARAMETER5=، |HIDE_PARAMETER7=، |HIDE_PARAMETER16=، |HIDE_PARAMETER3=، |HIDE_PARAMETER22=، |HIDE_PARAMETER14=، |HIDE_PARAMETER13=، |HIDE_PARAMETER11=، |HIDE_PARAMETER10=، |HIDE_PARAMETER6=، |HIDE_PARAMETER9=، |HIDE_PARAMETER1=، |HIDE_PARAMETER23=، |HIDE_PARAMETER18=، |HIDE_PARAMETER19=، و|HIDE_PARAMETER12= (مساعدة)